# Karabin

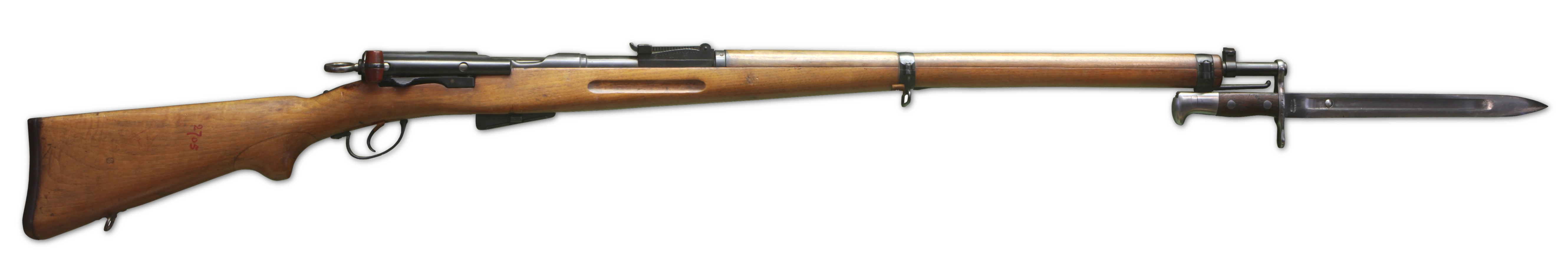
Karabin powtarzalny Schmidt-Rubin M1911 z nałożonym bagnetem

Karabin (z fr. carabine, dawniej: flinta, fuzja) – długa indywidualna broń strzelecka, zasilana najczęściej amunicją karabinową. Charakteryzuje się stosunkowo długą lufą i znaczną donośnością. Często wyposażany jest w bagnet.
Karabiny wyewoluowały w XVII w. od używanych dawniej muszkietów i arkebuzów. Szybko zdobywając popularność, od XVIII w. były już powszechnie podstawową bronią wojskową, utrzymując się w tej roli aż po współczesność. Są również popularną bronią myśliwską oraz sportową. Ze względu na kilkusetletnią rozpiętość produkcji w czasie, broń ta jest bardzo zróżnicowana pod względem konstrukcyjnym. Względem karabinu wyróżnia się również karabinek, w zależności od definiowania: będący jego pomniejszoną lub zasilaną słabszą amunicją wersją.

## Podział
Ze względu na konstrukcję karabiny dzielą się na:
- jednostrzałowe – które strzelec po oddaniu strzału musi załadować pojedynczym nabojem (nie posiadają magazynka)[2]. Zaliczają się do nich zarówno karabiny odprzodowe (rozdzielnego ładowania) jak i odtylcowe (na naboje zespolone)
- powtarzalne – posiadające magazynek, w których strzelec każdorazowo po oddaniu strzału, musi ręcznie przeładować broń: wprowadzając nabój z magazynka do komory nabojowej, poprzez wykonanie odpowiednich ruchów manipulatorem zamka[3]
- samopowtarzalne – w których za cykl przeładowania broni odpowiada automatyka, ale mechanizm spustowy umożliwia prowadzenie wyłącznie ognia pojedynczego[4]
- automatyczne (szturmowe) – w których również przeładowanie odbywa się automatycznie, ale zdolne są do prowadzenia ognia ciągłego[5]

Ponadto wyróżnia się karabiny o specjalnej konstrukcji lub specjalistycznym przeznaczeniu, wśród których wymienić można między innymi wersje: iglicowe, myśliwskie, peryskopowe, sportowe, wielkokalibrowe, wojskowe, wyborowe i inne.

## Kontrowersje terminologiczne

### Definiowanie
W terminologii stosowanej w Polsce nie istnieje jedna jasna i klarowna definicja karabinu, co nastręcza pewnych trudności przy próbie jej sprecyzowania. Ponadto podawane definicje potrafią być ze sobą sprzeczne bądź niespójne nawet w ramach tej samej publikacji (por. Bibliografia). Istotnym problemem jest również określenie od kiedy mamy do czynienia z wykształceniem się karabinów jako osobnej konstrukcji, względem używanych wcześniej innych rodzajów ręcznej broni palnej. Poniżej przedstawiono próby zdefiniowania tego pojęcia na podstawie wybranych źródeł.

#### Konstanty Górski
W kontekście historii wojskowości o ręcznej broni palnej używanej dawniej w Polsce, pisał już w XIX w. pułkownik i historyk Konstanty Górski. W swoich dziełach Historya piechoty polskiej oraz Historya Artyleryi Polskiej wielokrotnie wzmiankuje o rusznicach, hakownicach, muszkietach i arkebuzach używanych w Polsce w okresie od XIV do XVII w. Natomiast od XVIII w. jako podstawową broń polskiej piechoty przedstawia „flinty z bagnetami” (co biorąc pod uwagę etymologię nazwy „flinta” odnosi się do karabinów właśnie).

Bronią ręczną w piechocie polskiej już od początku XVIII wieku była flinta z bagnetem, zaopatrzona w zamek krzemienny

Zamiennie z terminem „flinta” Górski posługuje się również terminem „karabin”, jednak jedynie w kontekście broni XVIII wiecznej, a więc odnośnie do karabinów skałkowych (a nie konstrukcji wcześniejszych).

#### Mała Encyklopedia Wojskowa
W ujęciu historycznym analogiczną definicję karabinu jako broni używanej od XVIII w. możemy znaleźć w wydanej w latach 60-70 XX w. Małej Encyklopedii Wojskowej opracowanej przez redakcję pod przewodnictwem gen. dyw. Józefa Urbanowicza. Jednak z zaznaczeniem iż nazwy „karabin” zaczęto używać dopiero w okresie Księstwa Warszawskiego (XIX w.).
Natomiast w ujęciu współczesnym karabin definiowany jest tam jako broń ręczna przeznaczona do rażenia celów na odległościach od 400 do 1000 m, wyposażona w długą lufę oraz bagnet.

#### Włodzimierz Kwaśniewicz
W definicji podawanej przez Włodzimierza Kwaśniewicza, karabin jest ręczną bronią palną, wyposażoną w stosunkowo długą lufę oraz bagnet, a jego cechą charakterystyczną jest wytwarzanie dużej prędkości wylotowej wystrzeliwanego pocisku oraz możliwość używania karabinu również do walki wręcz.
W przeciwieństwie do poprzedników, Kwaśniewicz traktuje jednak „karabin” jako synonim wszelkiej długiej ręcznej broni palnej znanej już od początku jej istnienia (od XIV w.). W swojej publikacji z 1987 r. 1000 słów o dawnej broni palnej Kwaśniewicz wyraźnie rozróżnia jednak „karabiny” w okresie do XVIII w. od ich późniejszych wersji. Jest to jednak o tyle kontrowersyjne, że odnosząc się do tych pierwszych powołuje się na publikację wspomnianego wcześniej Konstantego Górskiego, który jednak ani razu nie określił „karabinem” broni sprzed XVIII w.. W innych miejscach swojej publikacji Kwaśniewicz również nie nazywa dawniejszych „arkebuzów”, „muszkietów” i „rusznic” karabinami, definiując je jako osobne typy broni palnej, jednocześnie określając karabinem dopiero „flintę” (a więc broń z zamkiem skałkowym z XVIII w. a nie wcześniejszą). 

#### Polski Komitet Normalizacyjny
W aktualnym dokumencie normalizującym nazewnictwo broni strzeleckiej z 2004 r. (PN-V-01016), karabin określany jest jedynie lakonicznie jako „broń strzelecka indywidualna przystosowana do strzelania amunicją karabinową”.

#### Cechy wspólne definicji
Mimo wyraźnych rozbieżności (a nawet sprzeczności) w definiowaniu karabinu, poszczególne źródła wskazują najczęściej na „flintę” jako najstarszą formę karabinu. Pokrywa się to z praktycznym stosowaniem nazwy „karabin”, nie używanej wobec archaicznych rodzajów długiej broni palnej (jak rusznice, hakownice, petrynały, muszkiety, arkebuzy – występujące zawsze pod nazwą własną), popularnej natomiast wobec  nowocześniejszych konstrukcji od czasu spopularyzowania na przełomie XVII-XVIII w. zamków skałkowych (np. „karabiny skałkowe”, a następnie: „karabiny kapiszonowe”, „karabiny iglicowe” itd.).
Ponadto karabin zgodnie charakteryzowany jest jako broń długa, pozwalająca razić przeciwnika ze znacznych odległości, często wyposażana w bagnet umożliwiający stosowanie karabinu również do walki wręcz.

### Etymologia
Współczesna nazwa tej broni („karabin”) etymologicznie wywodzi się z języka francuskiego (fr. carabine) i stosowana była początkowo (tak jak w oryginale) w kontekście broni skróconej przeznaczonej dla kawalerii. Z czasem jednak broń skróconą zaczęto nazywać „karabinkiem”, a „karabin” stał się nazwą broni długiej (przeznaczonej głównie dla piechoty). Wobec karabinów (już jako broni długiej) za językiem francuskim stosowano niekiedy również nazwę „fuzja” (fr. fusil).

### Wpływ języka angielskiego
W języku angielskim mianem karabinu określa się wyłącznie broń gwintowaną (ang. rifle od rifling – gwintowanie), przez co karabiny gładkolufowe zaliczane są w tym języku do „muszkietów” (ang. musket). Ze względu na współcześnie znaczny wpływ tego języka, anglojęzyczna definicja niejednokrotnie używana jest również w Polsce, co ma związek również z dosłownym i bezrefleksyjnym tłumaczeniem źródeł anglojęzycznych. Jest to jednak terminologicznie niepoprawne gdyż oba pojęcia („karabin” i „muszkiet”) są w obu językach definiowane w odmienny sposób.

### Język potoczny
W języku potocznym karabiny (zwłaszcza myśliwskie) bywają określane mianem „strzelb”, co jest niepoprawne, gdyż strzelba jest bronią z lufą przystosowaną do niższych ciśnień umożliwiającą strzelanie śrutem, loftką, breneką oraz innymi rodzajami pocisków.

## Historia
Historia rozwoju karabinów jest procesem ciągłym, trwającym nieprzerwanie od XVII w. aż po współczesność. Początkowo były one tak jak ich protoplaści (muszkiety i arkebuzy) bronią odprzodową. Zasadniczy przełom nastąpił w XIX w., kiedy to zaczęły pojawiać się udane konstrukcje karabinów odtylcowych, co zainicjowało gwałtowny  rozwój broni palnej na przełomie XIX i XX w. Błyskawiczne pojawianie się szeregu coraz to nowych i zróżnicowanych konstrukcji karabinów (jednostrzałowych, powtarzalnych, samopowtarzalnych, automatycznych) nie było jednak procesem spójnym chronologicznie, a często ich poszczególne konstrukcje rozwijane były równolegle i niezależnie od siebie.

### Karabiny odprzodowe

#### Karabin skałkowy

Karabin gładkolufowy z zamkiem skałkowym, ok. 1670 r.

Pierwsze karabiny pojawiły się w drugiej połowie XVII w. stopniowo wypierając użytkowane dotychczas muszkiety (z zamkami lontowymi) oraz arkebuzy (z zamkami kołowymi). W przeciwieństwie do swoich protoplastów, karabiny wyposażano w nowocześniejsze zamki skałkowe zapewniające dużo większą niezawodność i prostotę obsługi. Ponadto były znacznie lżejsze co wraz z wprowadzonymi masowo bagnetami czyniło z nich skuteczną broń również do walki wręcz. Upowszechnienie się karabinów od początku XVIII w. zrewolucjonizowało taktykę walki piechoty, dzięki czemu możliwe stało się zastąpienie dwóch osobnych formacji: muszkieterów (których zadaniem było ostrzeliwanie przeciwnika) oraz pikinierów (walczących wręcz oraz chroniących muszkieterów przed atakami kawalerii), jedną zunifikowaną formacją piechoty liniowej sprawdzającej się zarówno w walce na dystans jak i wręcz.

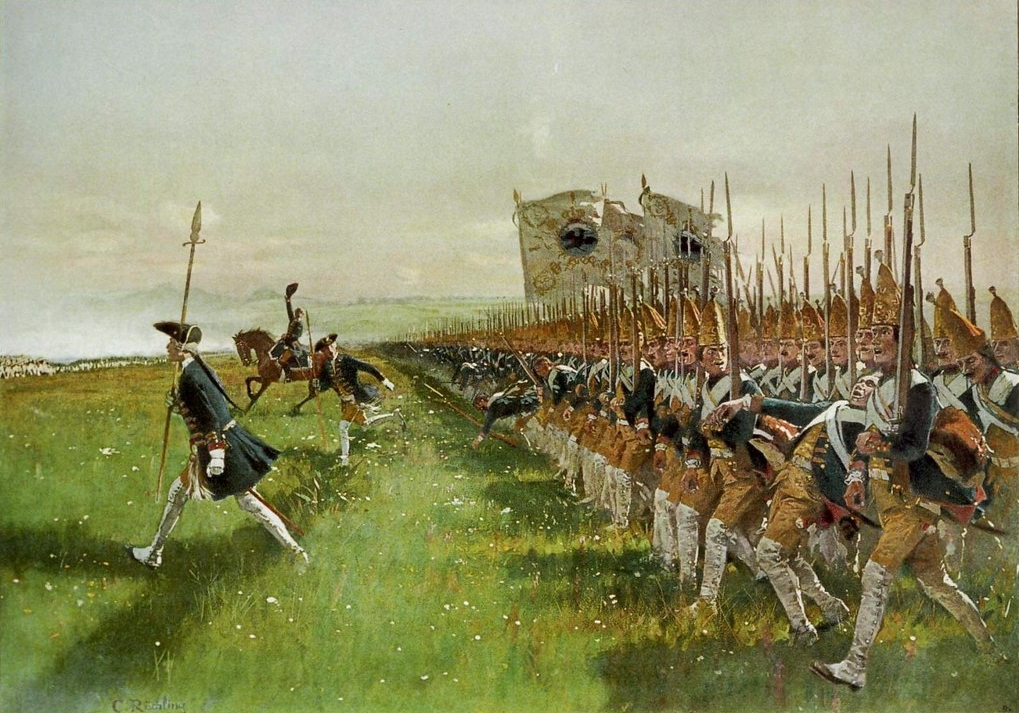
Pruscy grenadierzy uzbrojeni w karabiny, bitwa pod Dobromierzem 1745 r.

Przez pierwsze stulecia swojego istnienia, karabiny były niemal wyłącznie bronią ładowaną odprzodowo. Broń odprzodową można było załadować jedynie w sposób rozdzielny, tzn. umieszczając w niej osobno ładunek miotający, przybitkę oraz pocisk, co było czynnością bardzo czasochłonną. W celu załadowania karabinu odprzodowego należało ustawić go w pozycji pionowej, wsypać do lufy proch, następnie wcisnąć do niej przybitkę i ubić ją stemplem, na koniec umieszczano w lufie ołowiany kulisty pocisk (niekiedy z flejtuchem), który również należało ubić stemplem aby mocno osadzić go na dnie lufy. Dopiero po wykonaniu tych czynności, można było podnieść broń, odciągnąć kurek, podsypać panewkę prochem, wycelować i wystrzelić. 
Z czasem system ładowania usprawniono wprowadzając patrony, stanowiące papierową tuleję wypełnioną odmierzoną porcją prochu i umieszczonym wewnątrz pociskiem. Strzelec rozdzierał spód patronu, wysypywał z niego proch do lufy a następnie wpychał pocisk z papierową tuleją (pełniącą równocześnie rolę przybitki i flejtucha).
Ze względu na fakt, że przepychanie pocisku przez lufę gwintowaną (do której musiał być ciasno dopasowany) było czynnością bardzo kłopotliwą (pocisk należało wbijać za pomocą stempla i młotka), karabiny piechoty liniowej wyposażano w lufy gładkie, co umożliwiało szybkie i łatwe umieszczanie w nich pocisków. Rozwiązanie takie było obarczone jednak poważnymi wadami, ponieważ wyposażony w taką lufę karabin był bronią wyjątkowo niecelną i cechował się słabą donośnością. Aby zatem ogień karabinowy był wystarczająco skuteczny, żołnierze zmuszeni byli strzelać salwami z bliskich odległości, następnie przechodząc do walki na bagnety. Mimo to, karabiny z lufami gwintowanymi (tzw. sztucery) również znajdowały się na wyposażeniu wojska, znajdując się na wyposażeniu jegrów – formacji strzelców prowadzących rzadszy ale celny ogień z większych odległości, uzupełniających w ten sposób piechotę liniową prowadzącą zmasowany i częstotliwy ogień na krótkim dystansie. 

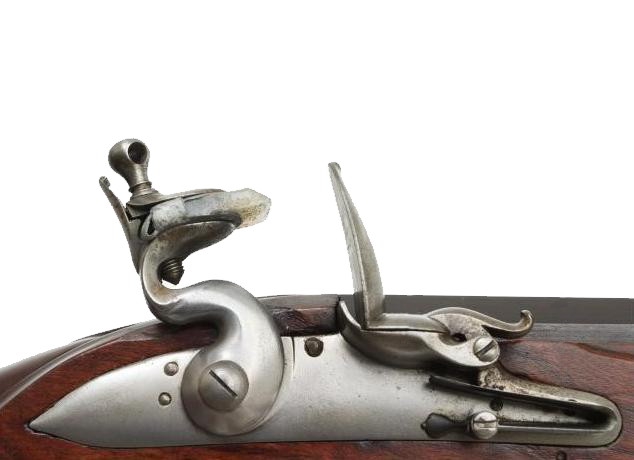
Zamek skałkowy
Schemat i zasada działania zamka skałkowego
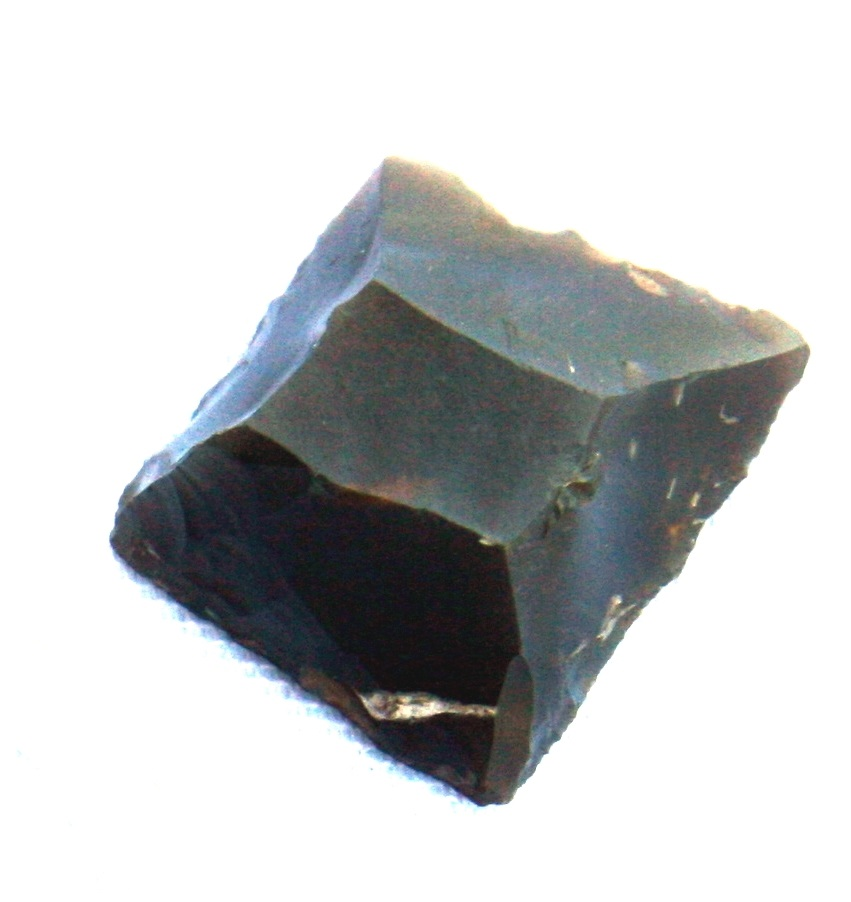
Skałka
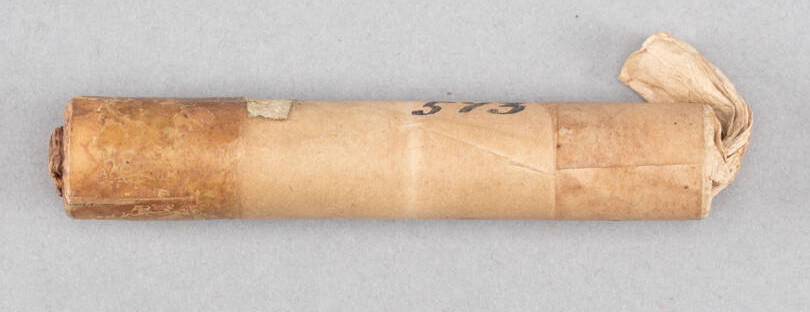
Patron

#### Karabin kapiszonowy i pocisk Minié

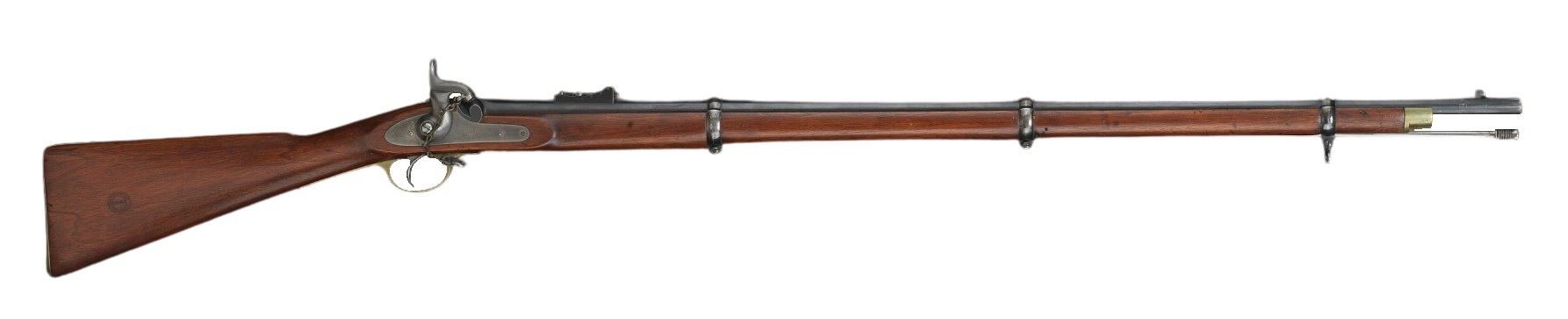
Karabin gwintowany Enfield M1853 z zamkiem kapiszonowym

Przez cały wiek XVIII w rozwoju karabinów odprzodowych panowała zasadniczo stagnacja, a ich konstrukcja nie ulegała większym zmianom. Znaczący postęp nastąpił dopiero w następnym stuleciu za sprawą wynalezienia w I połowie XIX w. zamka kapiszonowego, który zwiększył niezawodność broni palnej oraz zredukował jej wrażliwość na warunki atmosferyczne. Dużo ważniejszym wynalazkiem okazał się jednak wprowadzony wkrótce nowy rodzaj pocisku  (typu Minié), umożliwiający łatwe i szybkie ładowanie broni gwintowanej. Jako, że posiadał on mniejszą średnicę niż kaliber lufy, ładowanie nie nastręczało żadnych trudności, jednak ze względu na jego specyficzną konstrukcję, w momencie wystrzału rozszerzał się, ściśle dopasowując się do gwintu w przewodzie lufy. Nowy pocisk szybko zyskał popularność, inicjując masowe wprowadzenie karabinów gwintowanych na wyposażenie żołnierzy wszystkich formacji, co w szybkim czasie doprowadziło do marginalizacji karabinów gładkolufowych. Karabiny powszechnie stały się od tej pory bronią celną, nadal jednak obarczone były ograniczeniami broni odprzodowej – systemem rozdzielnego ładowania.

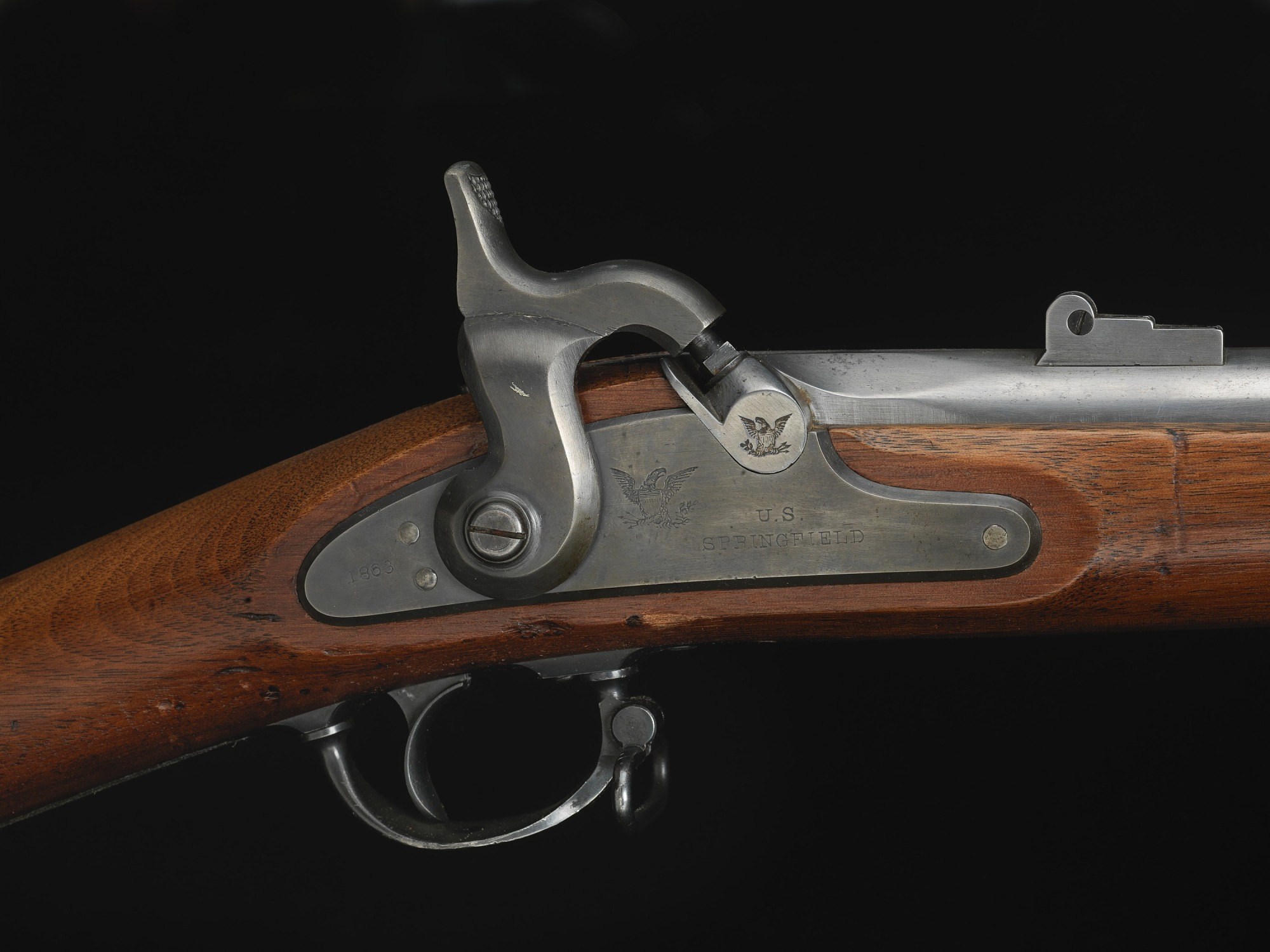
Zamek kapiszonowy
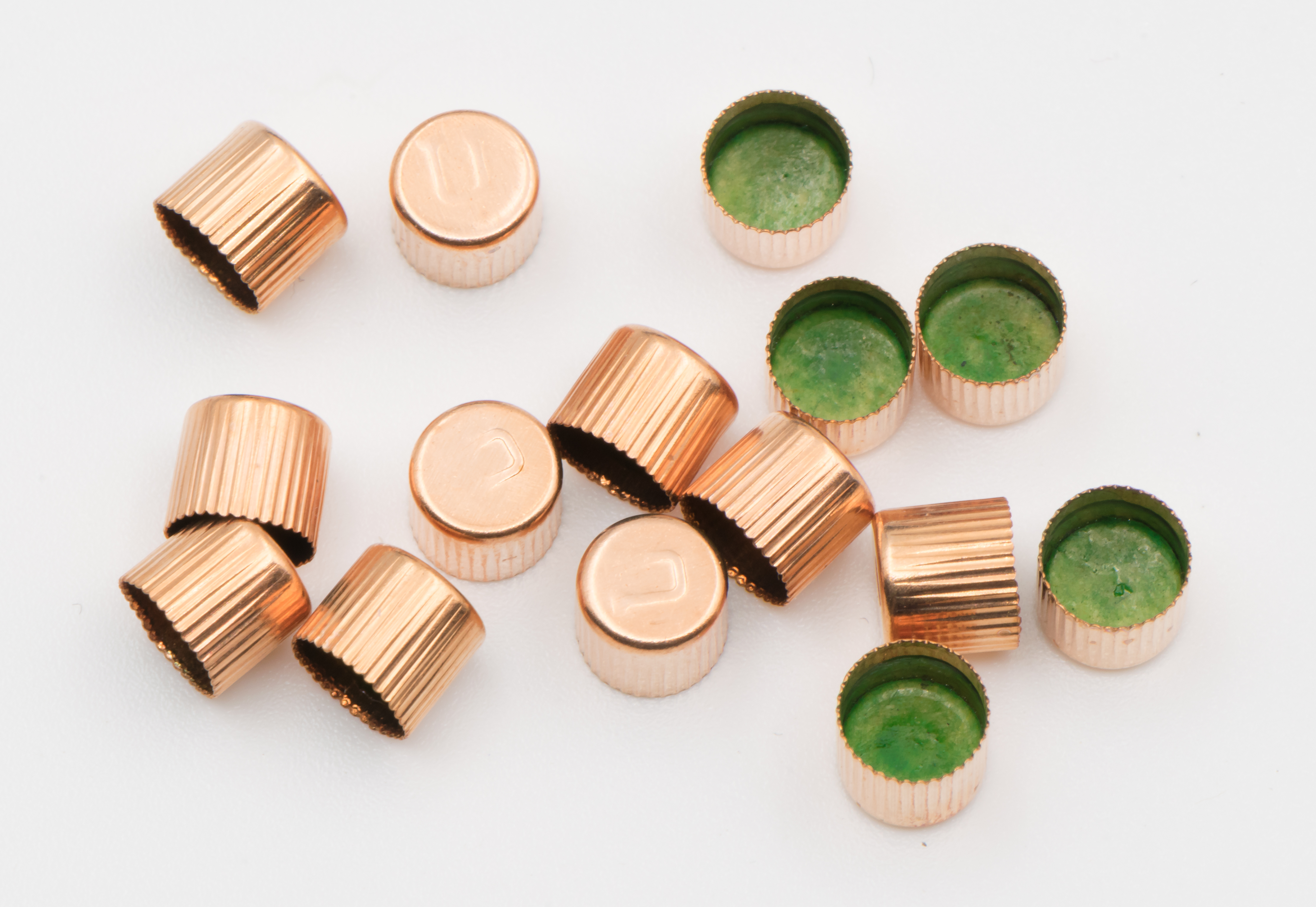
Kapiszony
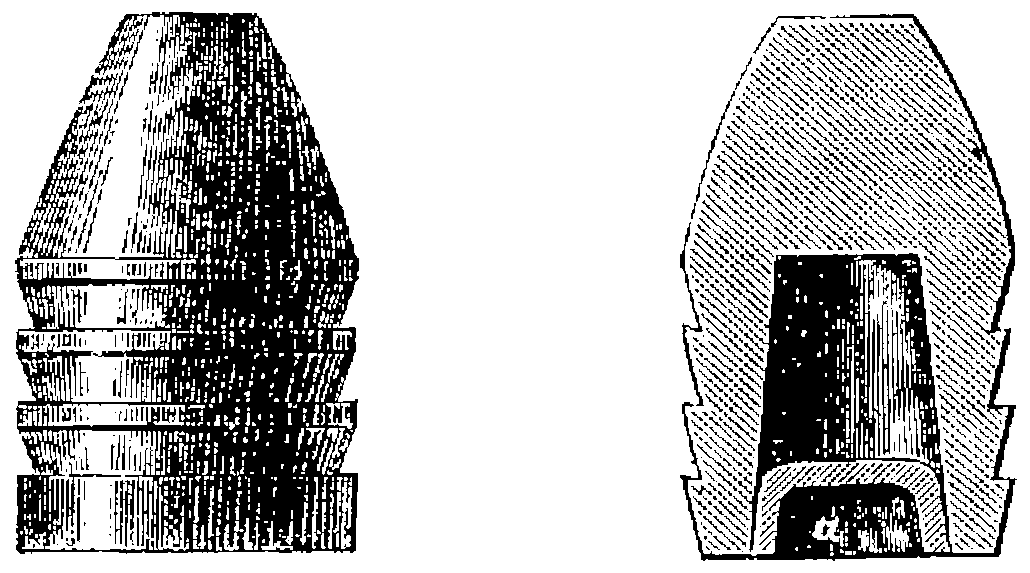
Pocisk Minié

### Karabiny odtylcowe
Mimo że prototypy broni odtylcowej pojawiały się już od XIV w. to ze względu na ograniczenia technologiczne nie zostały szerzej spopularyzowane. Sytuacja zmieniła się dopiero w połowie XIX w. gdy rozwój technologiczny umożliwił w końcu opracowanie karabinów wyposażonych w skuteczny system ryglowania wlotu lufy, co chroniło strzelca przed wydostawaniem się gazów prochowych. Podczas gdy po ponad 100 letniej stagnacji, za sprawą wynalezienia zamka kapiszonowego i pocisków typu Minié, karabiny odprzodowe uległy znaczącemu rozwojowi, równolegle prowadzono już prace nad karabinami odtylcowymi które miały zrewolucjonizować  budowę broni palnej. 

#### Karabin iglicowy

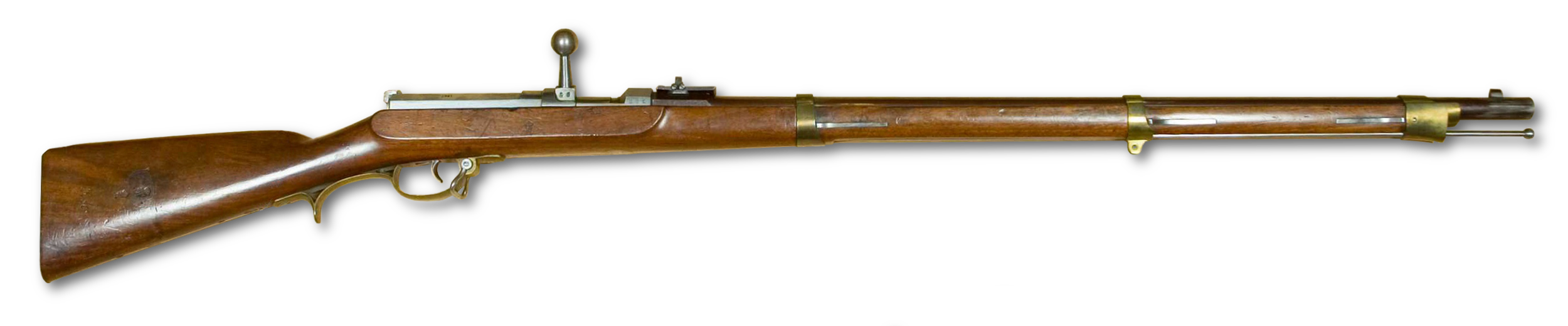
Karabin iglicowy Zündnadelgewehr M/41

W 1836 r. Johann Nikolaus von Dreyse opracował pierwszy udany odtylcowy karabin iglicowy, który kilka lat później został przyjęty na wyposażenie armii pruskiej jako Zündnadelgewehr M/41. Karabin wyposażony został w nowy zamek ślizgowo-obrotowy, który oprócz pełnienia funkcji odpalenia ładunku wyposażony był również w mechanizm ryglowy zamykający i otwierający tylną część lufy (jej wlot). Umożliwiło to użycie naboju zespolonego w łusce papierowej, który zawierał w sobie zespoloną naważkę prochu, pocisk oraz spłonkę (która odpalała ładunek po uderzeniu w nią iglicy zamka po naciśnięciu spustu). To rewolucyjne rozwiązanie pozwoliło przezwyciężyć ograniczenia karabinów odprzodowych w których każdy element „naboju” należało przepychać ręcznie przez całą długość lufy. W nowym karabinie iglicowym, wystarczyło otworzyć zamek, umieścić nabój w komorze a po jego zamknięciu karabin gotowy był już do strzału. Rozwiązanie takie skrajnie zwiększyło szybkostrzelność karabinu, oprócz tego broń można było bezproblemowo ładować w pozycji leżącej, lub chowając się za niskimi osłonami, co zwiększało bezpieczeństwo strzelca przed ostrzałem przeciwnika.
Mimo wprowadzenia karabinów iglicowych w armii pruskiej, w innych państwach popularnością nadal cieszyły się odprzodowe karabiny kapiszonowe, których konstrukcje rozwijano wprowadzając nowe modele tego typu broni. Sytuacja zmieniła się wraz ze spektakularnym zwycięstwem Królestwa Prus nad Cesarstwem Austrii w czasie wojny prusko-austriackiej w 1866 r. Uzbrojeni w odprzodowe karabiny Lorenza żołnierze austriaccy ponieśli znacząco większe straty względem uzbrojonych w karabiny Dreysego żołnierzy pruskich, co niezbicie wykazało wyższość karabinu odtylcowego. Zwycięstwo Prusaków zainicjowało wzmożone zainteresowanie karabinami iglicowymi w Europie i wprowadzaniem tego typu broni na wyposażenie również innych armii. Jeszcze w tym samym roku w armii francuskiej wprowadzono karabin Chassepot Mle 1866, a rok później karabin Karlé wz.1867 w armii rosyjskiej i Carcano Mod. 1867 w armii włoskiej. Popularność karabinów iglicowych trwała jednak bardzo krótko, ze względu na gwałtowny w tym okresie rozwój broni strzeleckiej i pojawianiem się coraz nowocześniejszych konstrukcji.

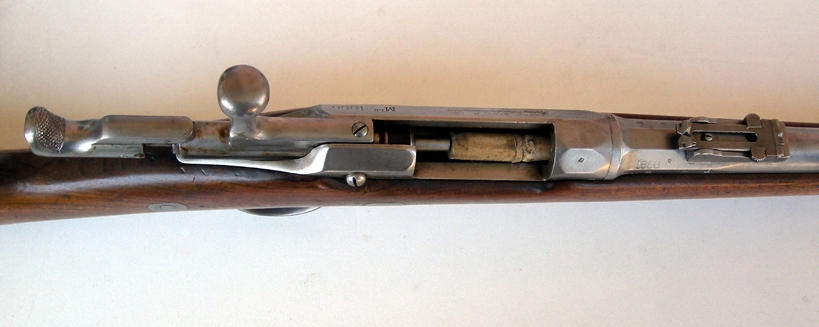
Zamek karabinu iglicowego
Schemat i zasada działania karabinu iglicowego
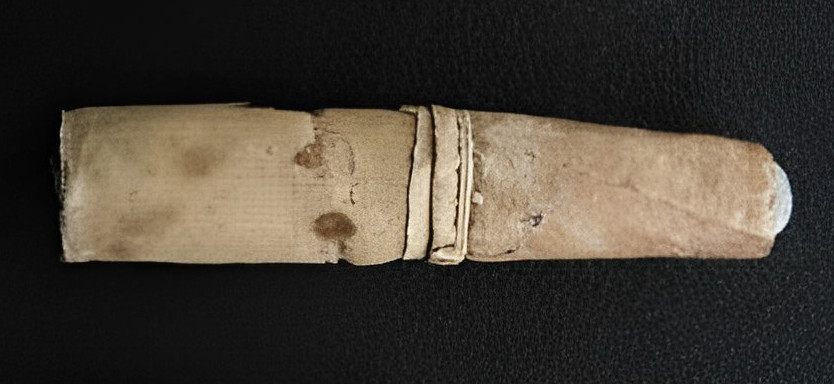
Nabój zespolony w łusce papierowej
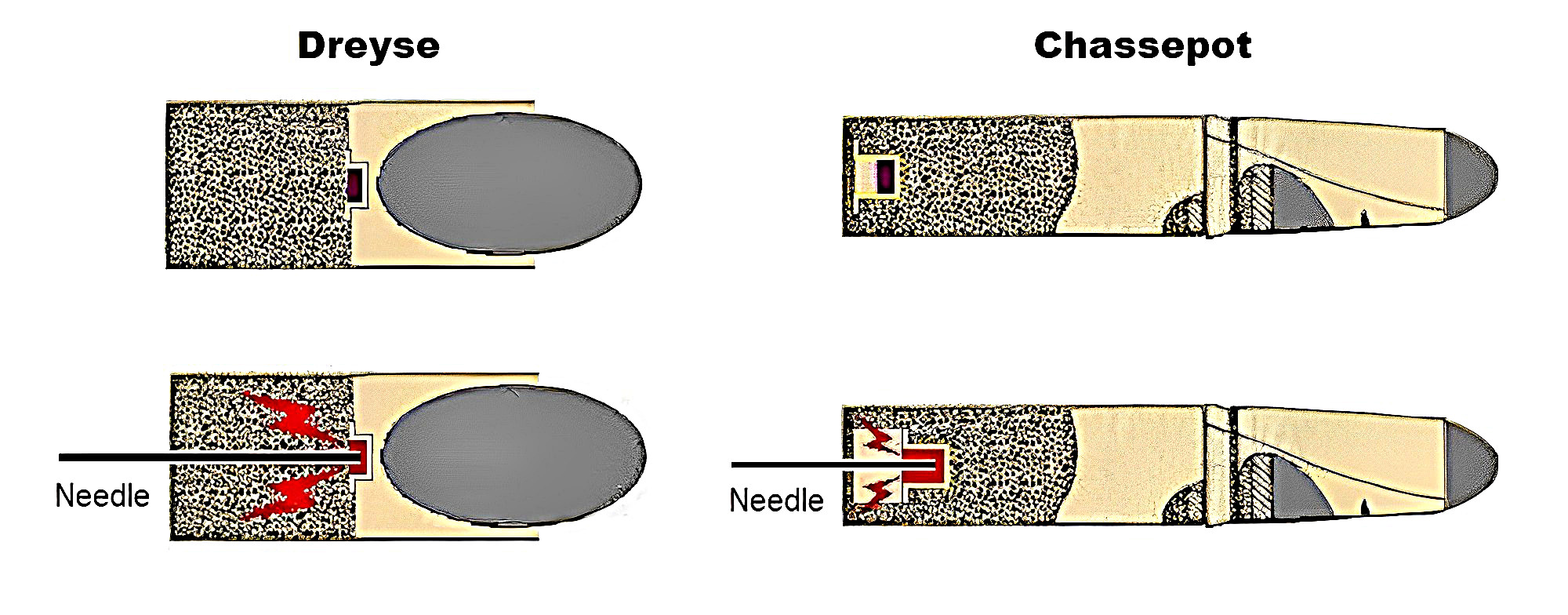
Przekrój naboi karabinów iglicowych

#### Karabin jednostrzałowy i łuska metalowa

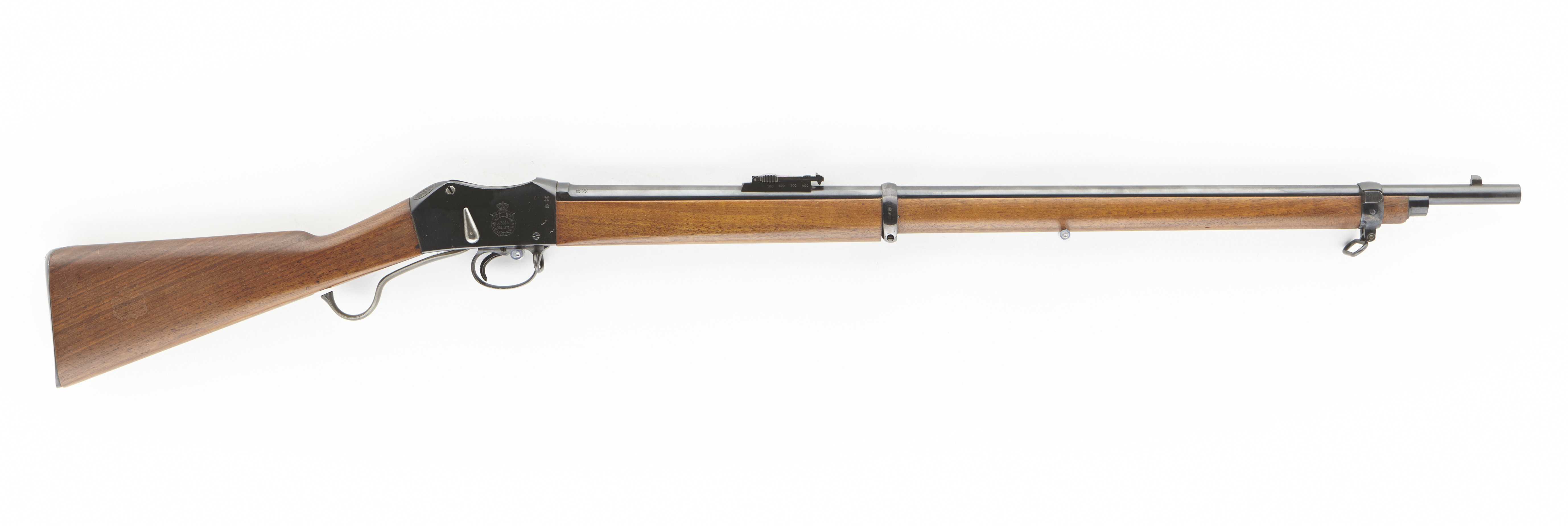
Karabin jednostrzałowy Martini-Henry

Nabój w łusce metalowej, znany był już w I połowie XIX wieku, jednak wykorzystywano go głównie do zasilania rewolwerów. Była to początkowo amunicja trzpieniowa, a następnie bocznego zapłonu (stanowiąca jej rozwinięcie). Wraz z rosnącą popularnością karabinów odtylcowych, jeszcze w latach 60 XIX w. zrodził się pomysł zaadaptowania tego rodzaju amunicji do ich zasilania. Zastosowanie nowego rodzaju amunicji (oraz jej dalszy rozwój: amunicja centralnego zapłonu) znacznie zwiększyło niezawodność i osiągi karabinów (metalowa łuska dodatkowo uszczelniała zamek), co jednocześnie przyczyniło się do błyskawicznego wyparcia z uzbrojenia starszych karabinów iglicowych (wykorzystujących łuski papierowe). Za przykład karabinów jednostrzałowych o takiej konstrukcji mogą posłużyć: amerykański Springfield M1865, austro-węgierski Werndl M1867, rosyjskie Berdany wz. 1868 i 1870, niemiecki Mauser M1871, brytyjski Martini-Henry czy francuski Gras Mle 1874.
Nowy rodzaj amunicji wyznaczył jednak kres popularności karabinów jednostrzałowych, gdyż umożliwiał zastosowanie bardziej zaawansowanych systemów zasilania (karabiny powtarzalne), których pierwsze konstrukcje zaczęły pojawiać się równolegle z wprowadzaniem nowych karabinów jednostrzałowych (lata 60-70 XIX w.). W ciągu kilku dekad doprowadziło to do całkowitej marginalizacji karabinów jednostrzałowych na rzecz nowocześniejszych karabinów powtarzalnych.

Działanie zamka wykorzystującego nabój w łusce metalowej
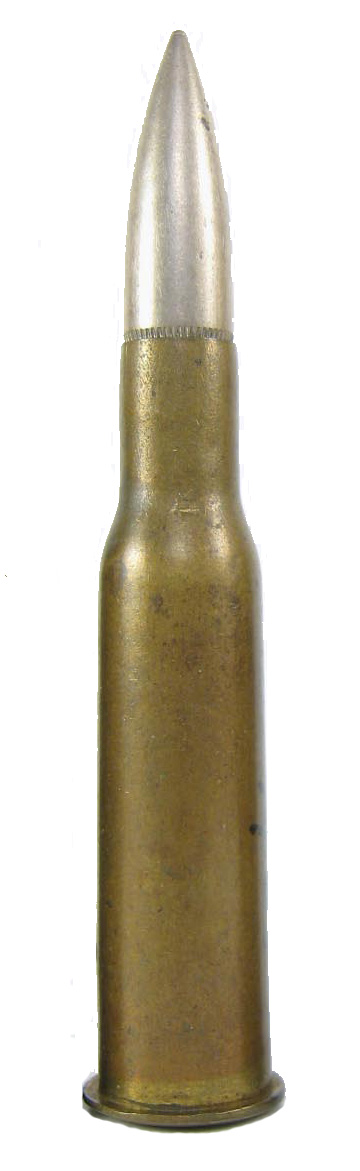
Nabój zespolony w łusce metalowej
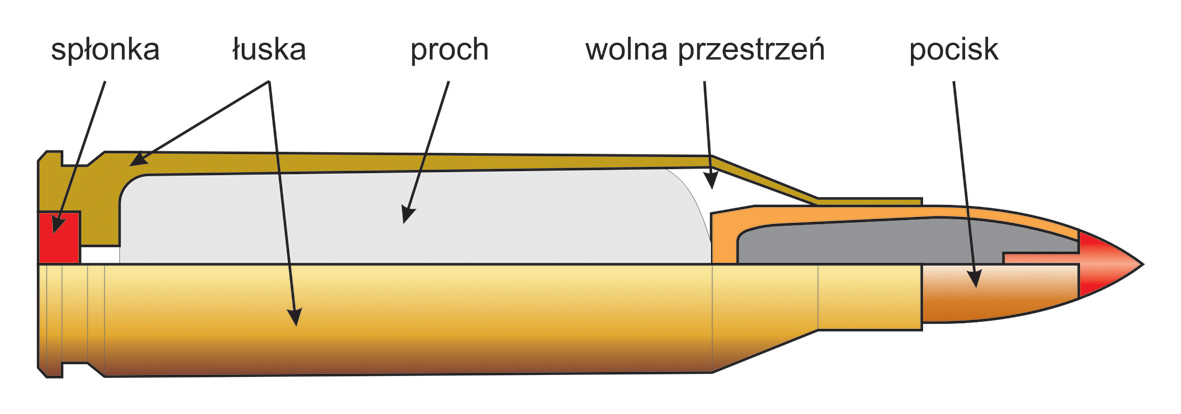
Budowa naboju zespolonego w łusce metalowej

#### Karabin powtarzalny

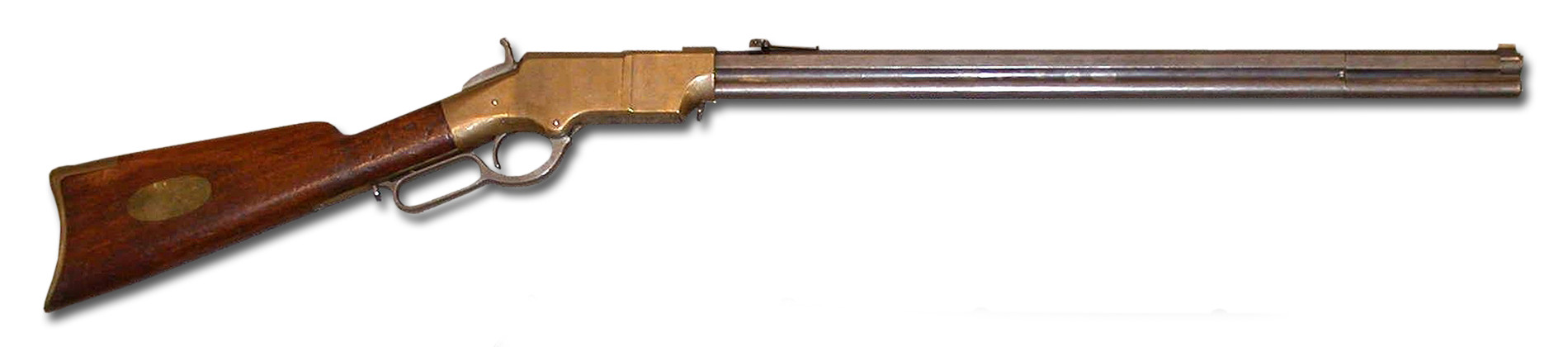
Karabin powtarzalny Henry

Podczas gdy w latach 60-70 XIX w. głównym nurtem rozwoju broni strzeleckiej była adaptacja nabojów w łusce metalowej do zasilania karabinów jednostrzałowych, równolegle powstawały już pierwsze konstrukcje karabinów powtarzalnych. Broń tego typu posiadała magazynek, a więc zintegrowany z karabinem pojemnik w którym przechowywano zapas amunicji. Dzięki odpowiedniej budowie zamka współgrającego z magazynkiem, strzelec za pomocą wykonania odpowiednich ruchów manipulatorem zamka, mógł szybko przeładować broń wprowadzając z magazynka kolejny nabój do komory. Stanowiło to znaczne udogodnienie względem karabinu jednostrzałowego, ponieważ strzelec nie był już zmuszony do każdorazowego wyjmowania i ładowania pojedynczego naboju z ładownicy. Rozwiązanie takie znacznie zwiększało szybkostrzelność, umożliwiając oddanie sekwencji stosunkowo szybkich strzałów (do czasu opróżnienia magazynka).
Pierwszy karabin powtarzalny, który trafił do produkcji seryjnej zaprojektowano w amerykańskim przedsiębiorstwie Volcanic Repeating Arms (jednak nie odniósł on sukcesu). Następnie projekt rozwijano w firmie New Haven Arms Company  założonej przez Olivera Winchestera. Zaprojektowany tam przez Tylera Henry'ego  w 1860 r. „karabin Henry'ego” stał się pierwszą udaną bronią tego typu produkowaną na masową skalę, a firma wyspecjalizowała się w produkcji karabinów powtarzalnych już pod marką Winchester.

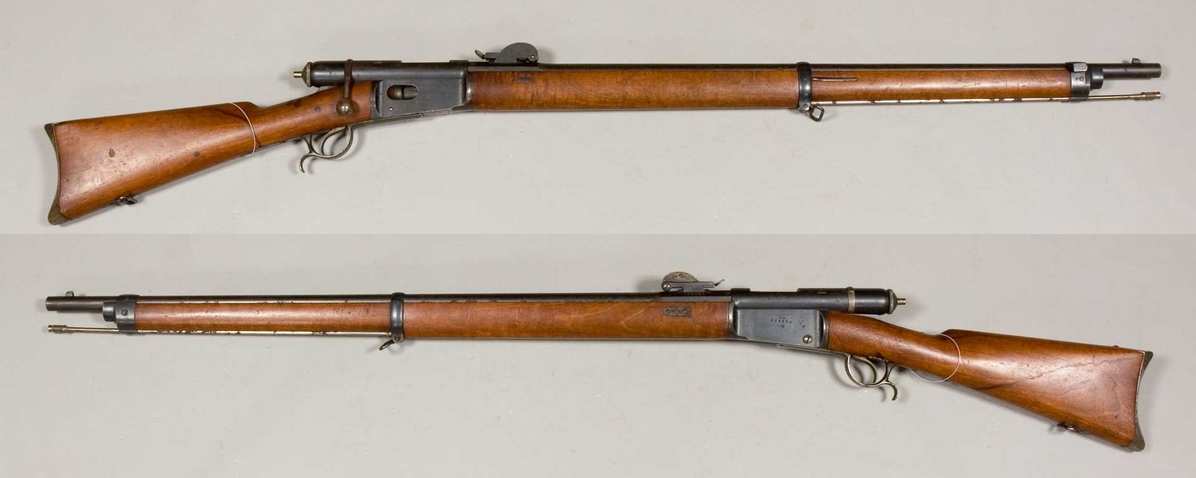
Karabin powtarzalny Vetterli

Mimo rosnącej popularności karabinów powtarzalnych na rynku cywilnym, powszechny konserwatyzm wojskowych początkowo nie sprzyjał wprowadzeniu ich w armii. Niechęć wzbudzała przede wszystkim obawa przed zbyt szybkim zużywaniem amunicji przez żołnierzy wyposażonych w zbyt szybkostrzelną (zdaniem wojskowych) broń. Pierwszym krokiem przełamującym ten impas było wprowadzenie karabinu Spencera na wyposażenie kawalerii Armii Unii w czasie wojny secesyjnej (nie zastąpił on jednak karabinów jednostrzałowych w piechocie). Dopiero w 1869 r. jako pierwsza na świecie na całkowite przezbrojenie w karabiny powtarzalne zdecydowała się armia szwajcarska, wprowadzając na wyposażenie karabiny Vetterli. Jako przykład niechęci wojskowych do karabinów powtarzalnych w tym okresie może posłużyć decyzja armii włoskiej, która zamawiając w Szwajcarii karabiny Vetterli, wymogła zaprojektowanie dla nich wersji pozbawionej magazynka (Vetterli Mod. 1870), a więc uwstecznienie konstrukcji do karabinu jednostrzałowego.

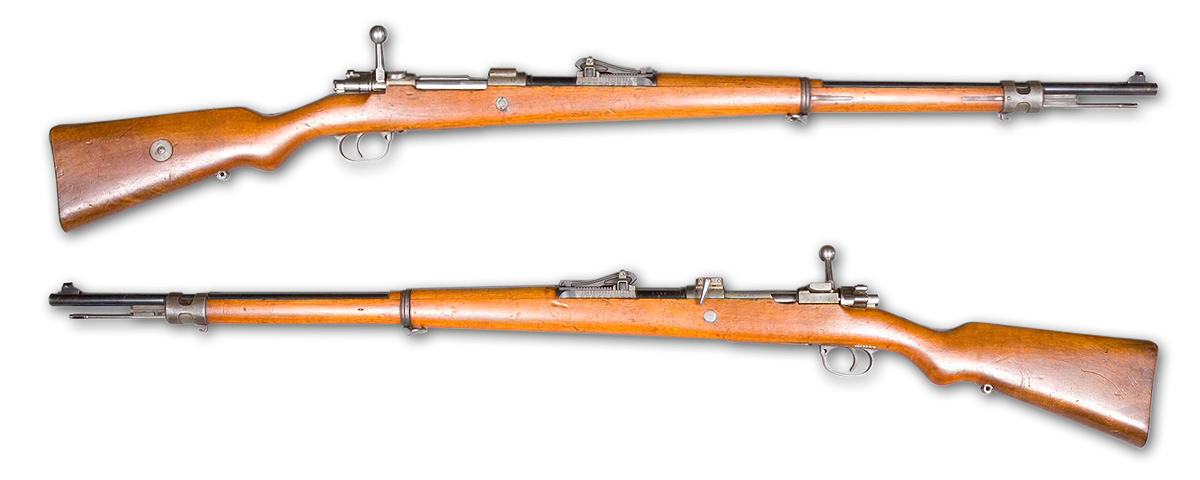
Karabin powtarzalny Mauser Gew98

Sytuacja uległa znacznej zmianie w latach 80-90 XIX w., gdy nastąpił gwałtowny wzrost zainteresowania tego typu karabinami. W krótkim czasie poszczególne armie rozpoczęły szybki proces przezbrajania się w karabiny powtarzalne czego przykładem mogą być: Gew1871/84, Gew88 oraz Gew98  w armii niemieckiej, Mannlichery M1886, M1888, M1890, M1895 w armii austro-węgierskiej, Gras-Kropatschek Mle 1878 i Lebel Mle 1886 w armii francuskiej, Lee-Metford i Lee-Enfield w armii brytyjskiej czy Mosin wz. 1891 w armii rosyjskiej. 
Istotnym etapem rozwoju karabinów powtarzalnych stało się zastąpienie używanych początkowo magazynków rurowych, nowocześniejszymi pudełkowymi, które umożliwiały stosowanie systemów szybkiego ładowania magazynków za pomocą ładowników lub łódek, oraz wynalezienie prochu bezdymnego, który skrajnie poprawiał osiągi broni, zastępując używany od początku istnienia broni palnej proch czarny.
Od początku XX w. karabiny powtarzalne były już standardową indywidualną bronią żołnierzy wszystkich nowoczesnych armii, stanowiąc ich broń podstawową zarówno w czasie pierwszej jak i drugiej wojny światowej. 

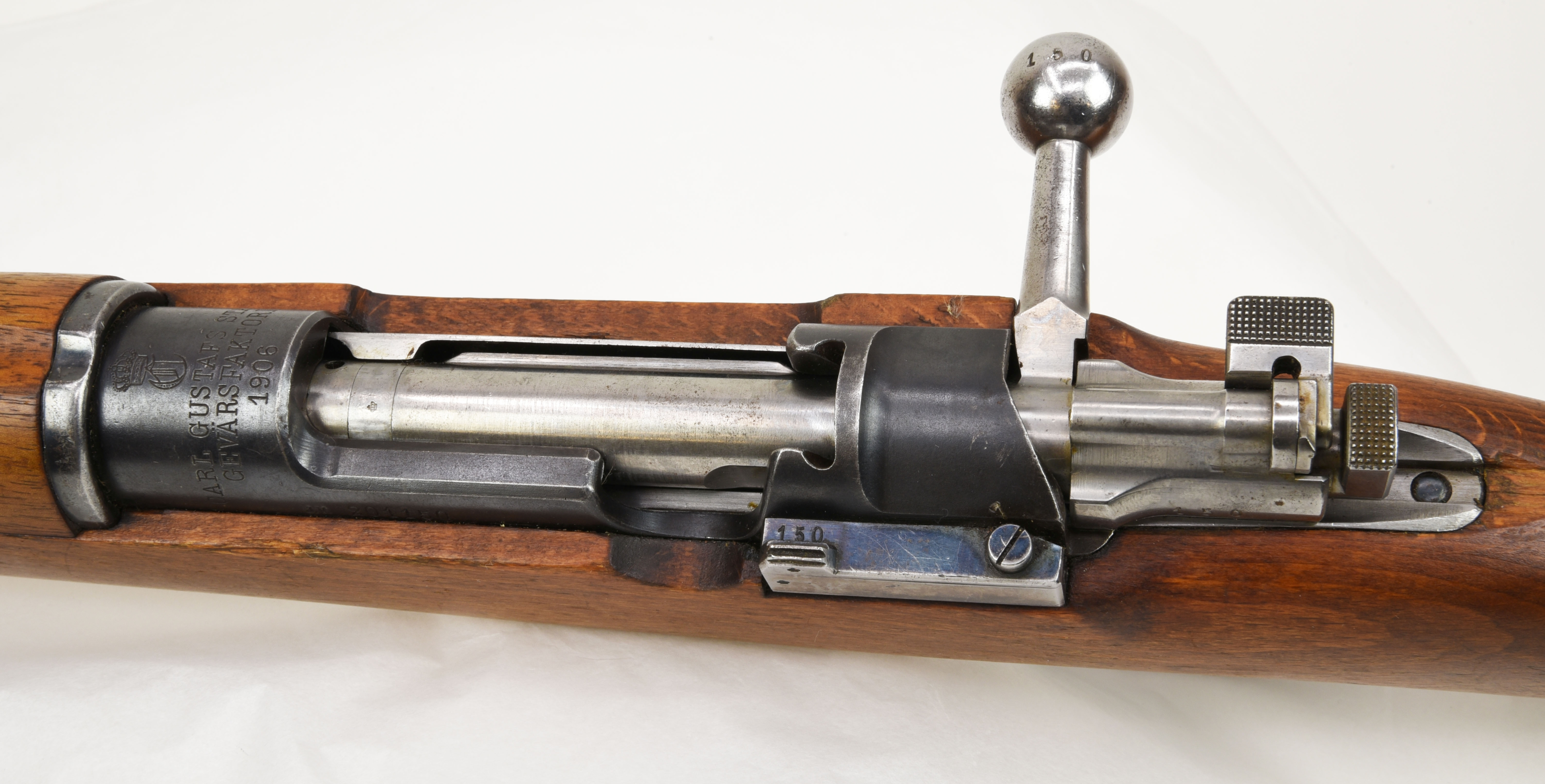
Zamek czterotaktowy – najpopularniejszy typ zamka karabinów powtarzalnych
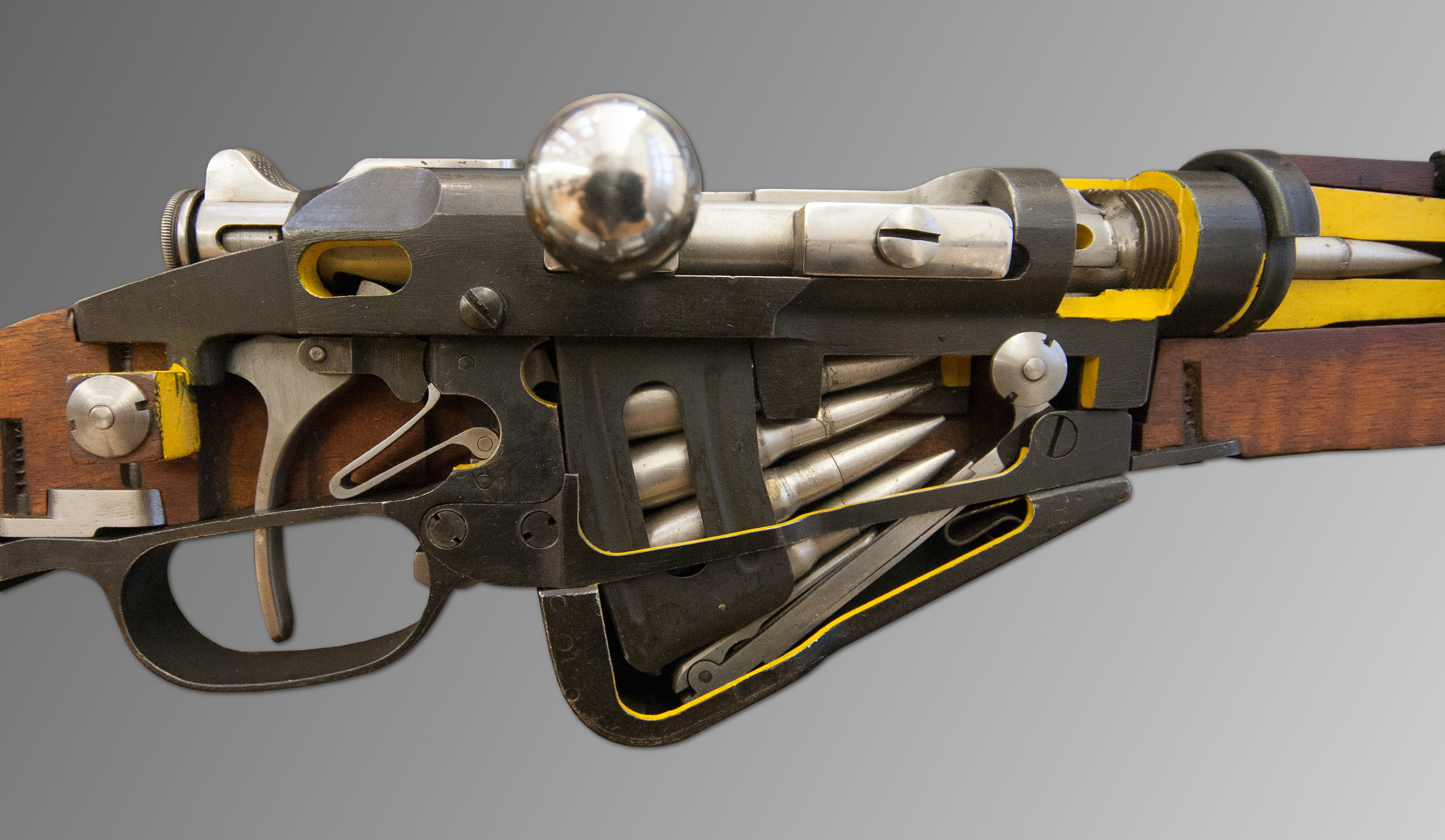
Przekrój karabinu powtarzalnego (magazynek pudełkowy)
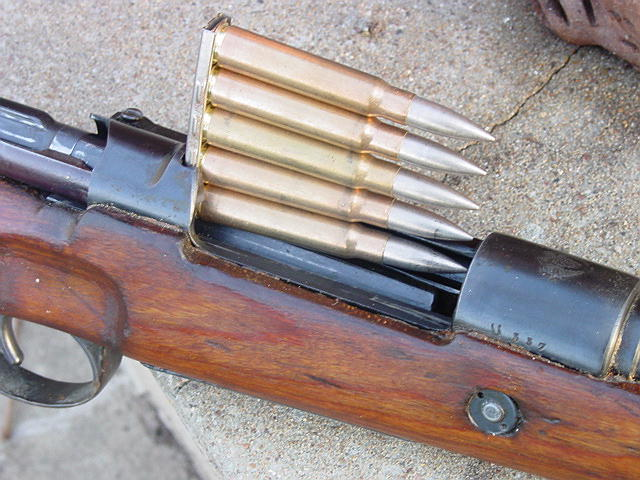
Ładowanie magazynka łódką nabojową
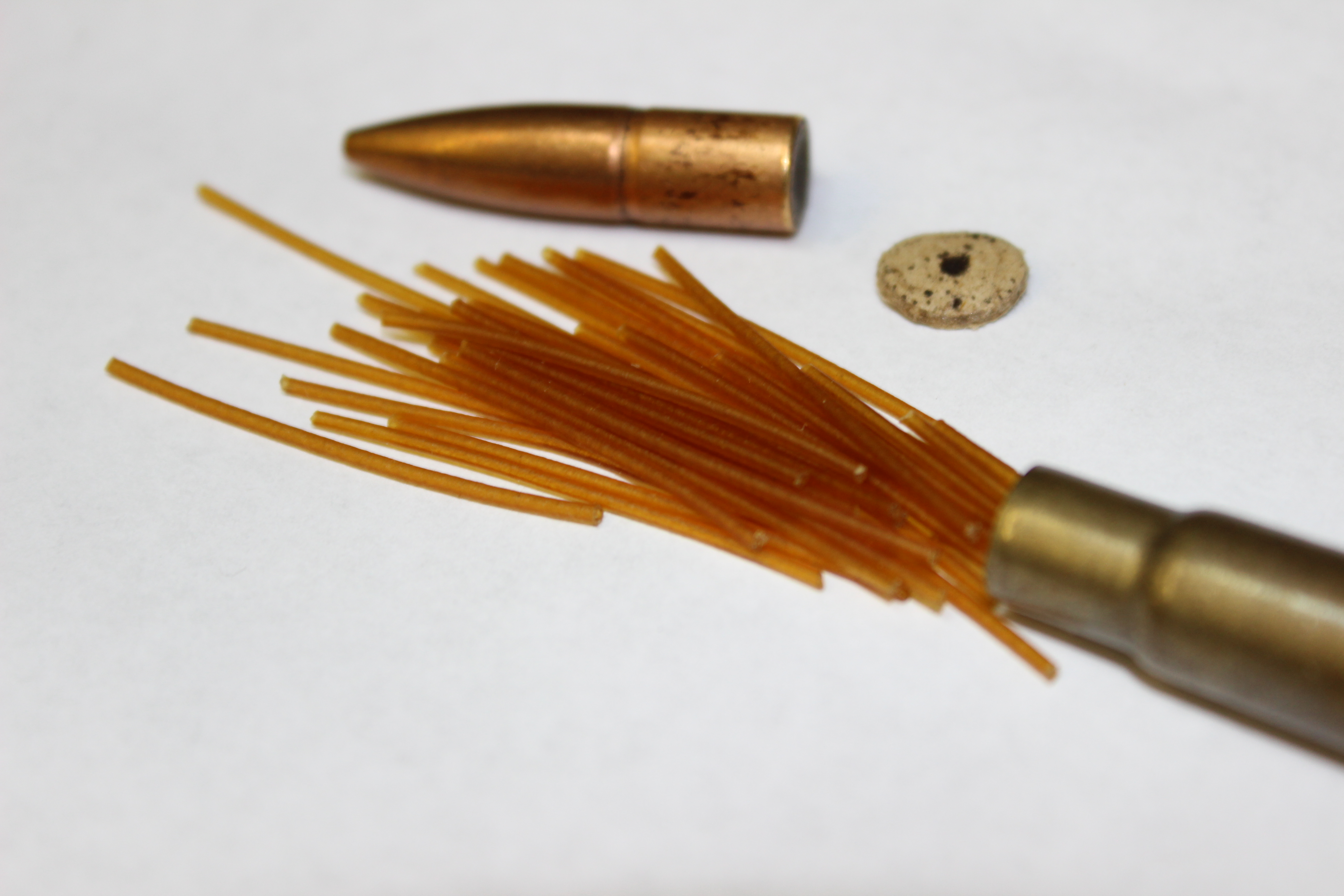
Kordyt – jeden z typów prochu bezdymnego

#### Karabin samopowtarzalny

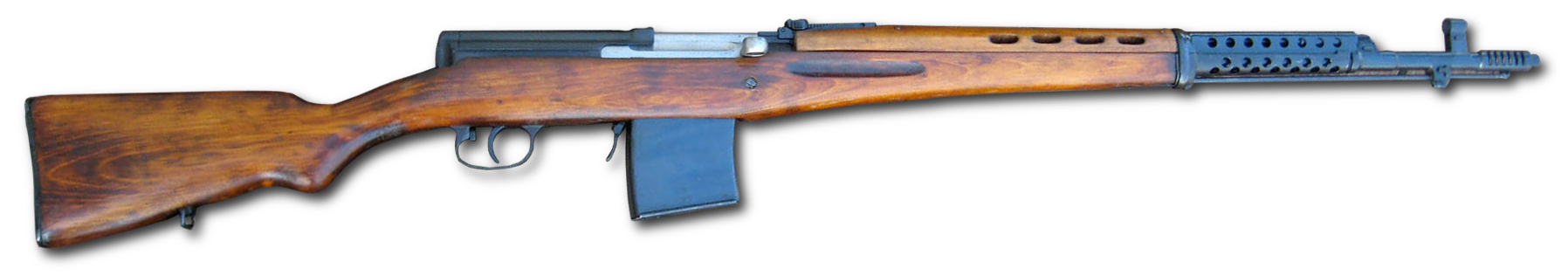
Karabin samopowtarzalny SWT-40

Pomimo zdecydowanej dominacji karabinów powtarzalnych, nadal trwały prace nad udoskonaleniem tej klasy broni poprzez usprawnienie jej obsługi i zwiększenie szybkostrzelności. Jednym z pomysłów ich dalszego rozwoju była próba zaadaptowania koncepcji wykorzystania energii gazów prochowych znanej z karabinów maszynowych, również do zautomatyzowania przeładowywania podstawowego karabinu każdego żołnierza. Istotną cechą tej koncepcji była rezygnacja z możliwości prowadzenia ognia ciągłego (jako zbyt kłopotliwej), umożliwiając strzelanie wyłącznie ogniem pojedynczym.
Pierwsze prototypy karabinów samopowtarzalnych powstawały już pod koniec XIX wieku, a na początku XX wieku rozpoczęto wprowadzanie pierwszych modeli do produkcji seryjnej. Były to jednak konstrukcje bardzo nieudane i zawodne (np. meksykański Mondragón M1908 czy niemiecki Mauser M1916). Pewien sukces w tym kierunku odnieśli Francuzi, wraz z karabinem RSC Mle 1917, jednak do końca I wojny światowej broń tego typu nie przyjęła się na większą skalę.
Rzeczywiście udane konstrukcje karabinów samopowtarzalnych pojawiły się dopiero w okresie międzywojennym oraz podczas II wojny światowej (np. amerykański M1 Garand, rosyjski SWT, niemiecki G43), mimo to nie wyparły one z uzbrojenia karabinów powtarzalnych, stanowiąc jedynie ich uzupełnienie. Wyjątek stanowiła tu armia amerykańska, która jeszcze przed wybuchem II wojny światowej niemal w całości przezbroiła się w karabiny samopowtarzalne. Mimo stopniowo rosnącej popularności broni tego typu, nie stały się one konstrukcją dominującą ze względu na równoległy rozwój karabinów automatycznych, których koncepcja okazała się bardziej perspektywiczna.

#### Karabin automatyczny

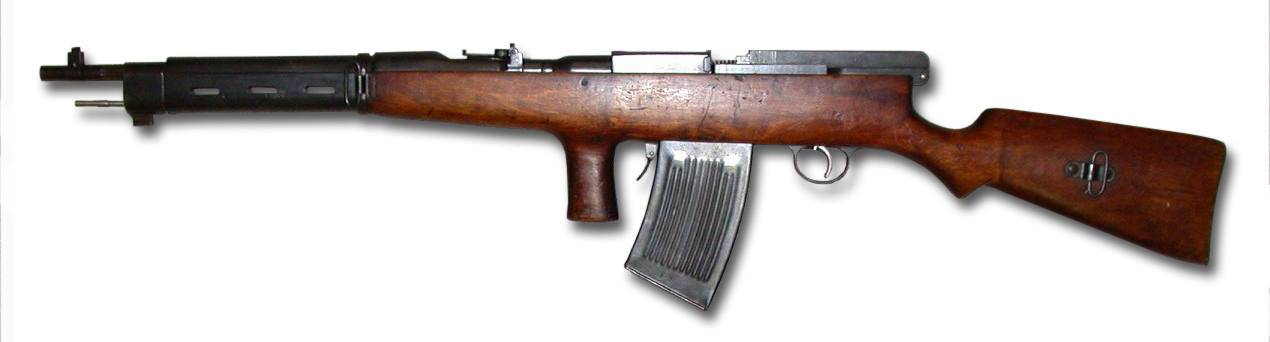
Karabin automatyczny Fiodorow

Idei opracowania karabinu automatycznego przyświecała chęć połączenia siły ognia ręcznego karabinu maszynowego, z mobilnością karabinu powtarzalnego. Tak jak w przypadku karabinów samopowtarzalnych postanowiono zaadaptować koncepcję wykorzystania energii gazów prochowych do działania automatyki broni, jednak bez rezygnacji z możliwości prowadzenia ognia ciągłego. Zasadniczym problemem była kwestia kontroli odrzutu karabinu strzelającego silnym nabojem karabinowym przy jednocześnie dostatecznie lekkiej konstrukcji, tak aby mogła stanowić broń indywidualną. W przypadku ręcznych karabinów maszynowych problem ten niwelowano poprzez samą masę broni oraz stosowanie składanej podpory (dwójnóg). W przypadku lekkiej broni osobistej takie rozwiązania nie były jednak możliwe do zaakceptowania.
Pierwsi broń tego typu wprowadzili na uzbrojenie Rosjanie w czasie I wojny światowej (karabin Fiodorowa), a kontrolę broni umożliwiało zastosowanie stosunkowo słabego japońskiego naboju karabinowego 6,5 × 50 mm SR. Jednakże późniejsze próby adaptacji karabinów automatycznych do silniejszej amunicji okazywały się nieudane (np. rosyjski AWS-36 czy niemiecki FG42).

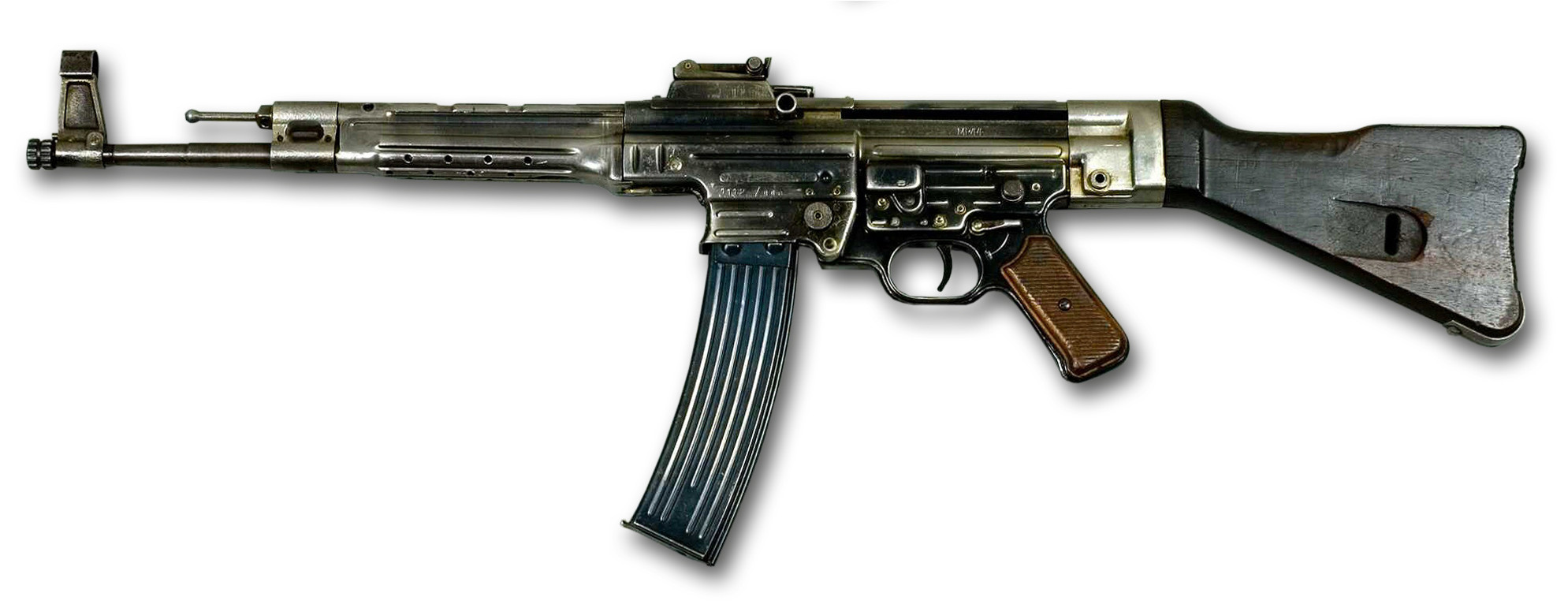
Karabin szturmowy StG 44

Zasadniczy przełom w rozwoju tej klasy karabinów nastąpił w czasie II wojny światowej, za sprawą zastosowania przez Niemców naboju pośredniego w karabinach MKb42 i StG44. Nabój ten o energii plasującej się pomiędzy amunicją pistoletową a karabinową, zapewniał na tyle mały odrzut, że umożliwiał dogodne prowadzenie ognia ciągłego na małych odległościach, a jednocześnie dostatecznie dużą energię aby skutecznie razić cele ogniem pojedynczym na odległościach do 400–600 m. Powstały w ten sposób „karabin szturmowy” (niem. sturmgewehr) był zatem konstrukcją łączącą w sobie cechy zarówno pistoletu maszynowego jak i karabinu.
Masowe wykorzystanie StG44 w czasie wojny wykazało sensowność założeń przyświecających opracowaniu tego typu broni, co w konsekwencji doprowadziło do rosnącej popularyzacji karabinów automatycznych zasilanych amunicją pośrednią (klasyfikowanych zazwyczaj już jako karabinki lub nazywane karabinami/karabinkami szturmowymi) po II wojnie światowej co doprowadziło do szybkiego wyparcia z uzbrojenia najpopularniejszych dotychczas karabinów powtarzalnych.

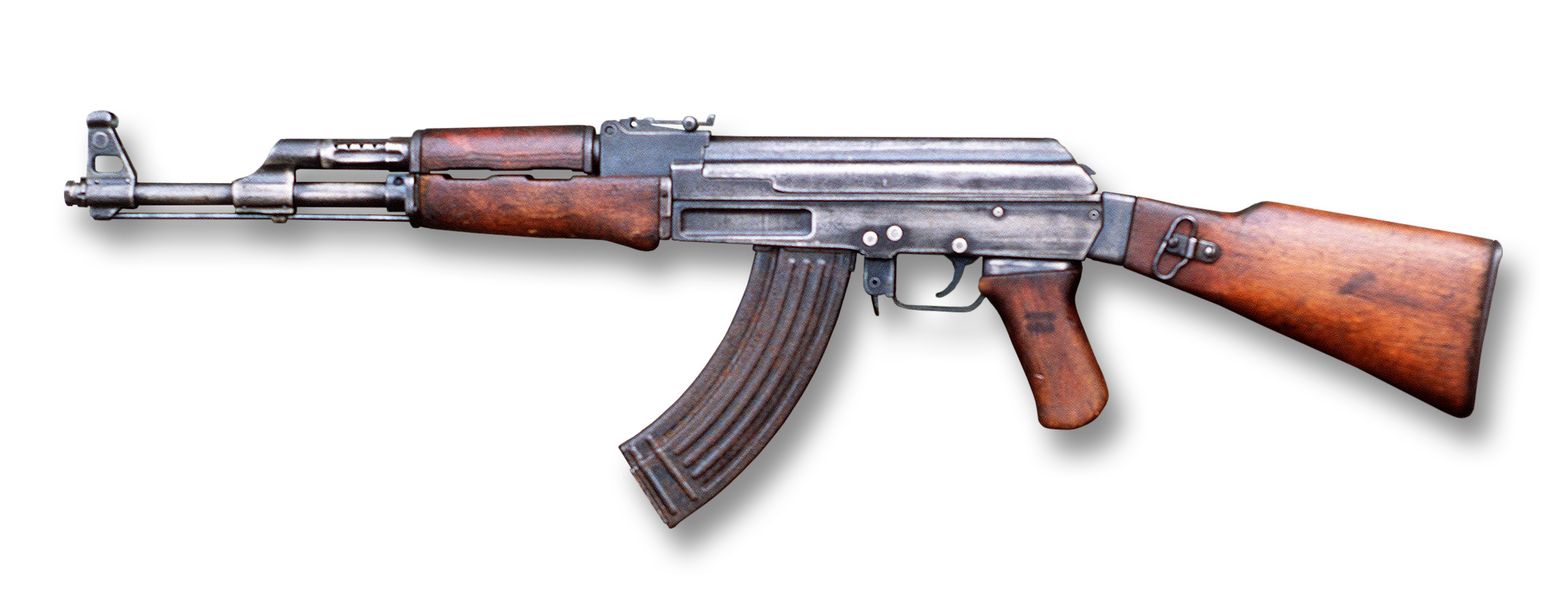
Karabinek automatyczny AK

Po wojnie szczególną popularność w państwach bloku wschodniego zdobył rosyjski AK (zasilany nabojem pośrednim 7,62 × 39 mm wz. 43), który okazał się konstrukcją ponadczasową, a oparte na nim karabiny nadal stanowią podstawowe uzbrojenie strzeleckie wielu państw świata (np. AK-74 w Rosji, czy wz. 96 Beryl w Polsce). Odmiennie niż w państwach bloku wschodniego, na zachodzie przez długi czas do zasilania karabinów automatycznych starano się wykorzystywać silną amunicję karabinową (np. belgijski FN FAL czy niemiecki HK G3), bądź stosowano karabiny samopowtarzalne (np. amerykański M14). Ostatecznie jednak i tam zaczęto powszechnie stosować amunicję pośrednią (np. w amerykańskim M16), co sprawiło, że karabiny automatyczne zasilane tym nabojem stały się współcześnie najpopularniejszą indywidualną bronią wojskową na świecie.

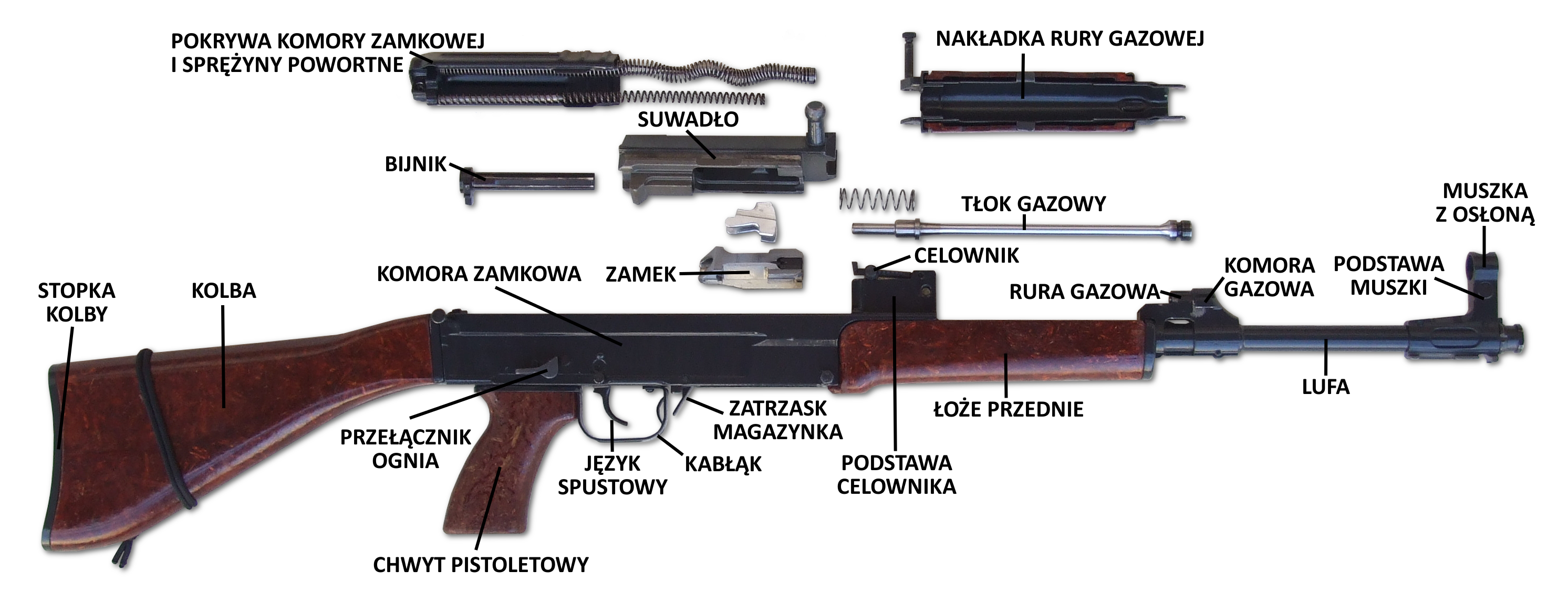
Budowa karabinu automatycznego
Działanie automatyki karabinu automatycznego
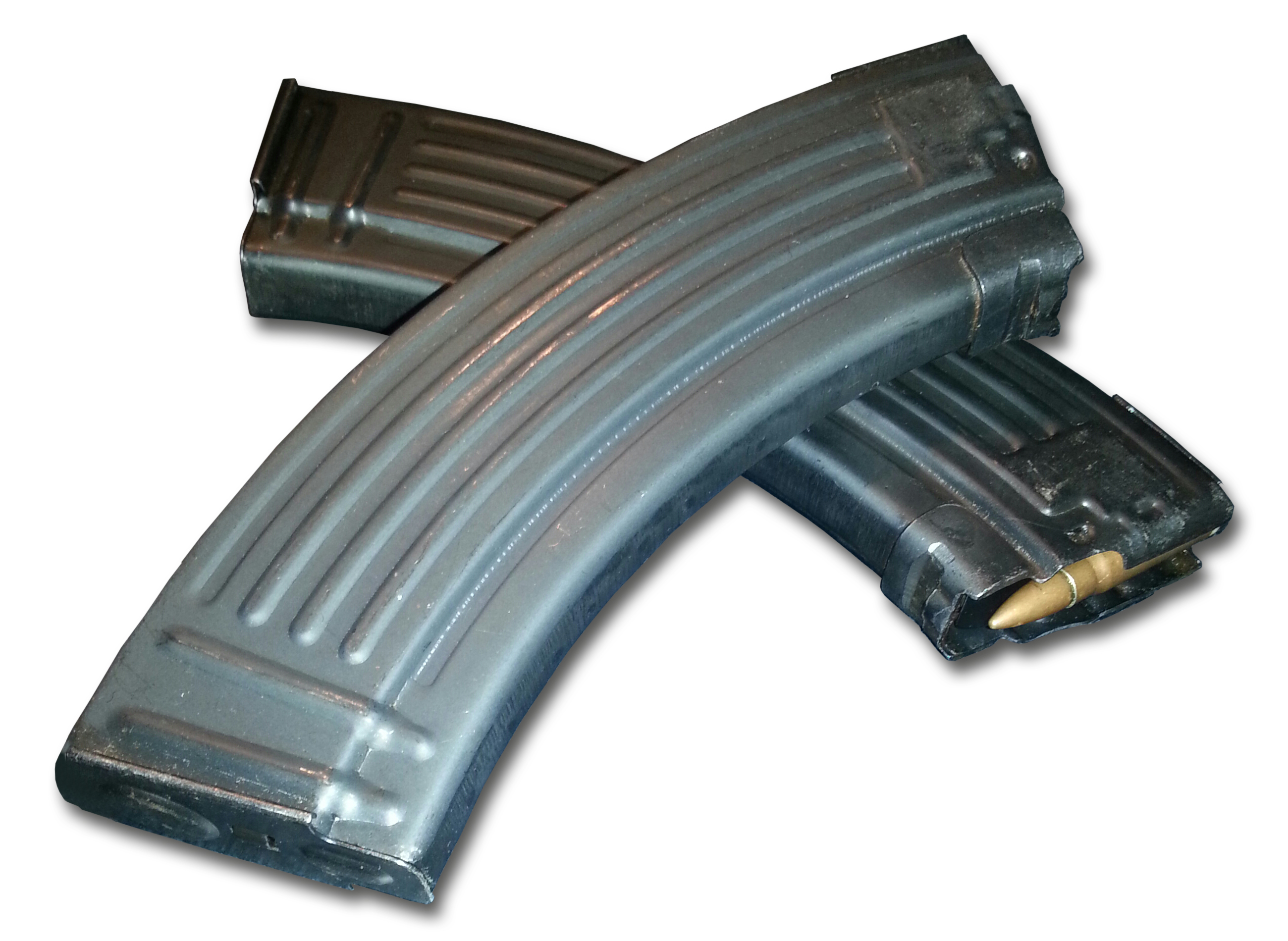
Magazynki wymienne jako standard w karabinach automatycznych

### Karabiny współcześnie

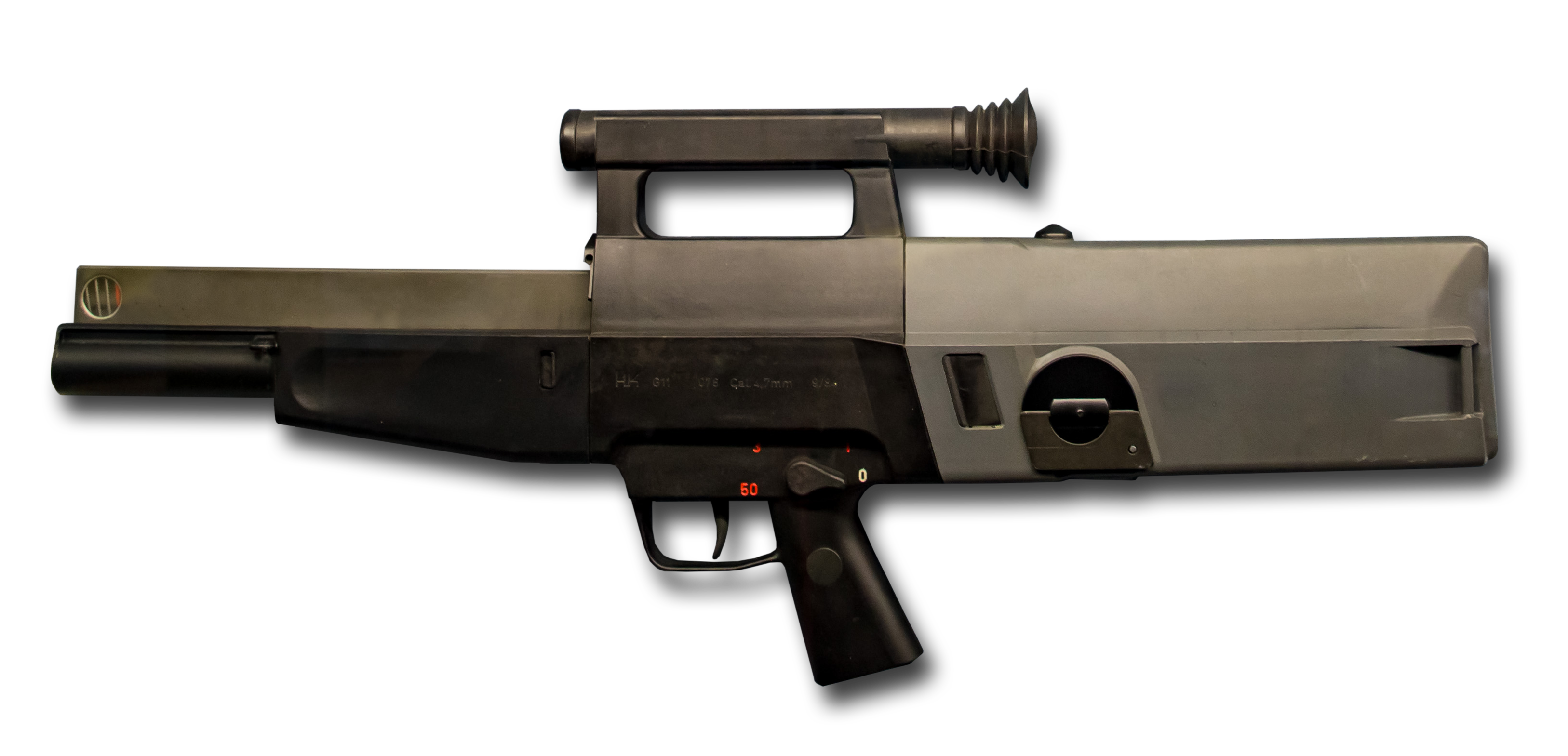
Prototypowy karabin automatyczny HK G11, na amunicję bezłuskową

Współcześnie w rozwoju broni strzeleckiej zasadniczo ponownie zapanowała stagnacja. Wprowadzane kolejne nowsze generacje karabinów, mimo że coraz doskonalsze pod względem technicznym, są jedynie twórczym rozwinięciem koncepcji opracowanych pod koniec XIX i w pierwszej połowie XX wieku. Mimo pojawiających się innowacji, nie niosą one za sobą tak rewolucyjnych zmian jak wynalazki przełomu poprzednich stuleci, które zmieniały oblicze wojen.
Za zapowiedź poważniejszej rewolucji, można było uznać prace prowadzone od lat 60 XX w. nad karabinami zasilanymi amunicją bezłuskową (np. HK G11), jednak w większości zostały one zarzucone pod koniec XX w., a obecnie zainteresowanie tego typu bronią jest marginalne. 

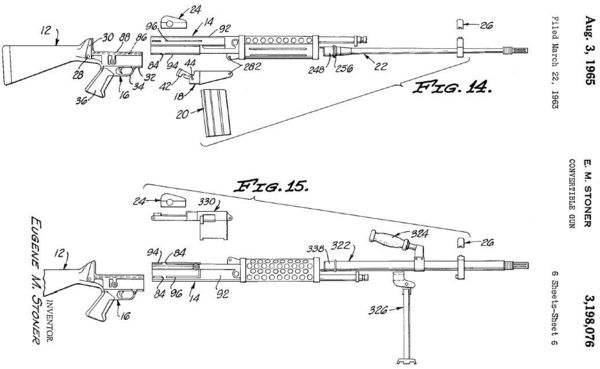
Schemat karabinu modułowego w konfiguracji: karabinu automatycznego i ręcznego karabinu maszynowego

Obecnie można za to zaobserwować coraz większą popularność tworzenia karabinów o konstrukcji modułowej (np. Grot), opartych na systemie demontowalnych komponentów (modułów), umożliwiających stosunkowo łatwą rekonfigurację broni w zależności od potrzeb (np. z karabinu automatycznego na wyborowy, lub z układu klasycznego na bezkolbowy (bullpup)). Zaletami takiej konstrukcji jest możliwość dostosowania broni do konkretnych sytuacji taktycznych i szybkiej wymiany uszkodzonych elementów, a także usprawnienie produkcji i logistyki.
Istotny rozwój nastąpił natomiast w kwestii wyposażenia dodatkowego broni. Wśród podstawowych karabinów automatycznych używanych przez wojsko coraz większą popularność zyskują celowniki optyczne i kolimatorowe (w niektórych armiach będąc już standardem), zastępując  celowniki mechaniczne w roli celownika głównego. Broń jest również często wzbogacana o takie elementy jak laserowe wskaźniki celu, latarki taktyczne, specjalistyczne celowniki noktowizyjne i termowizyjne, granatniki podwieszane, chwyty przednie, a stosowanie uniwersalnych szyn montażowych (jak np. szyna Picatinny), umożliwia szybką i łatwą konfigurację wyposażenia karabinu w zależności od indywidualnych potrzeb strzelca. Nie mniej istotne stało się również zwracanie uwagi na ergonomię karabinu. Popularne stają się kolby o regulowanej długości, manipulatory umożliwiające coraz sprawniejszą i wygodniejszą obsługę broni. Zaczęto brać również pod uwagę opcję dostosowania broni do potrzeb strzelców leworęcznych, którzy mogą stanowić nawet do 15% użytkowników.

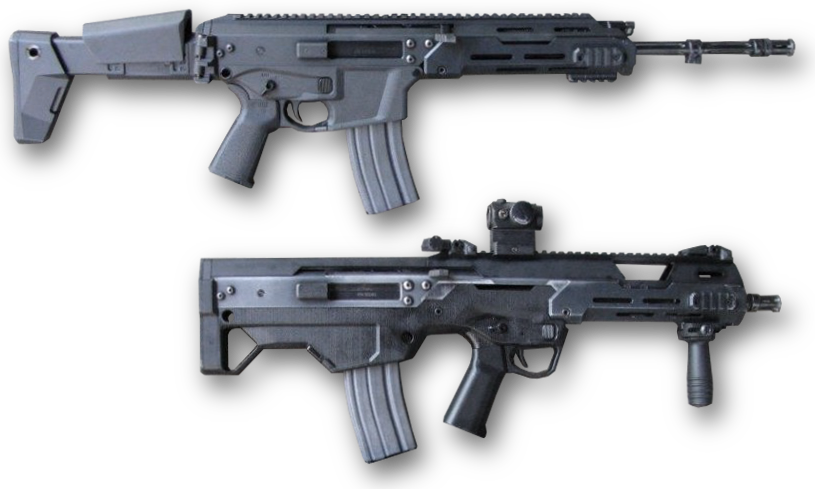
Konstrukcja modułowa w konfiguracji klasycznej i bullpup
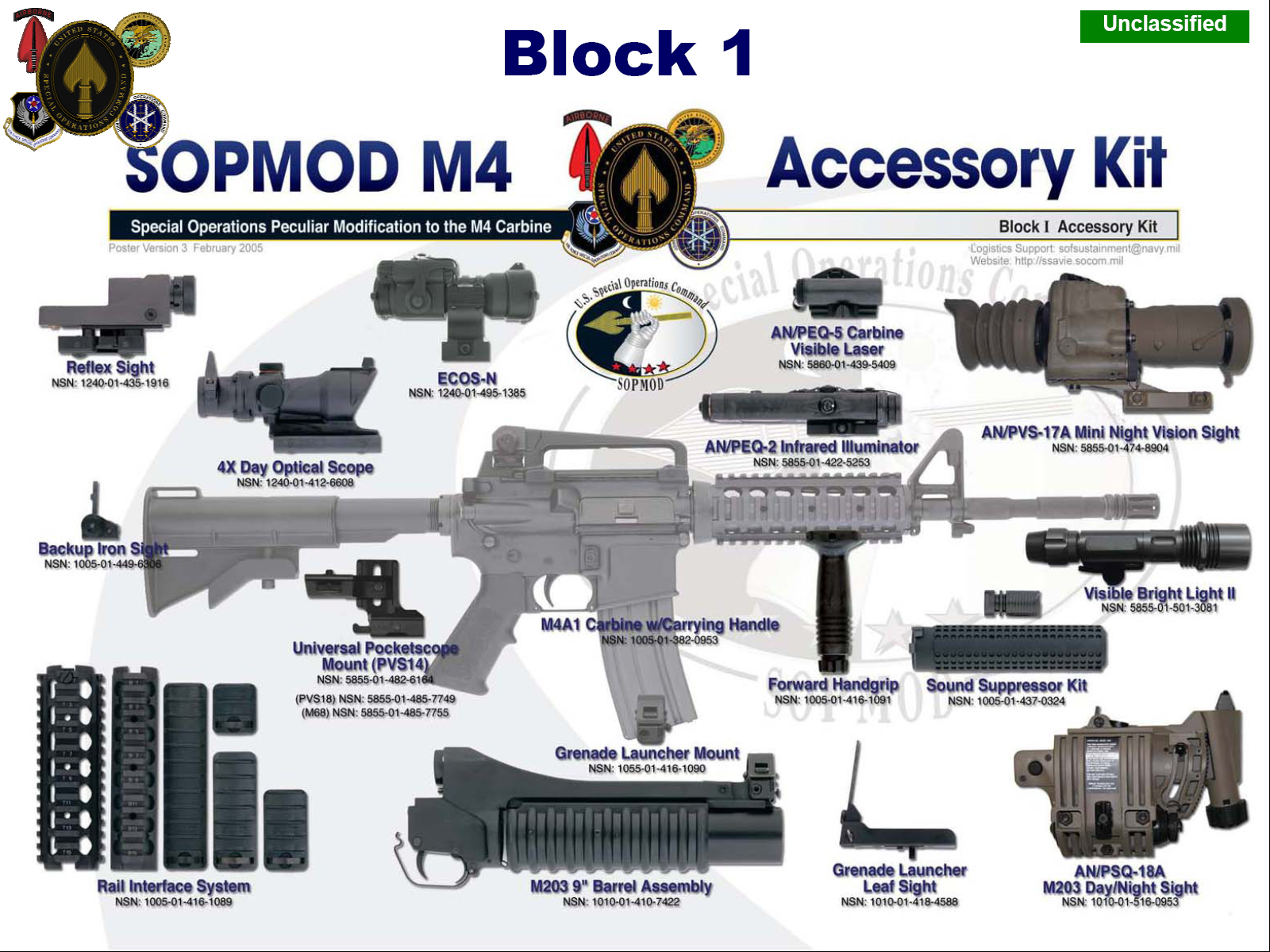
System wyposażenia dodatkowego SOPMOD

#### Zastosowanie wojskowe

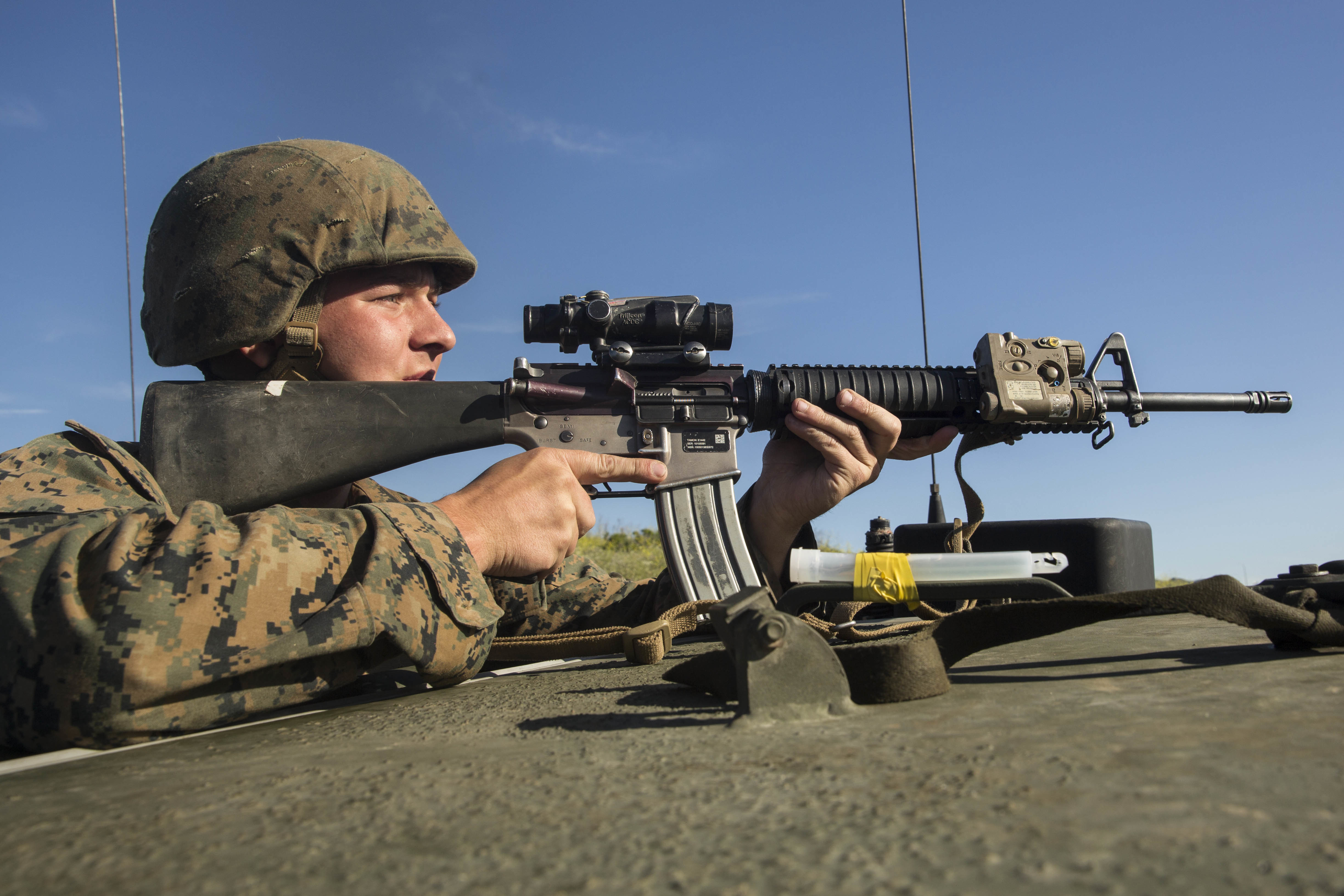
Amerykański marines z karabinem automatycznym M16

W ujęciu wojskowym, podstawową broń indywidualną żołnierzy większości armii świata stanowią współcześnie karabiny automatyczne (głównie zasilane amunicją pośrednią, marginalizując w tej roli amunicję karabinową). 
Karabiny samopowtarzalne zostały natomiast sprowadzone głównie do roli broni strzelców wyborowych (np. SWD). Na wyposażeniu wojskowym nadal znajdują się jeszcze karabiny powtarzalne, jednak pełniąc wyłącznie funkcję karabinów wyborowych ze względu na wyższą celność od broni samopowtarzalnej i automatycznej (np. M24). Specyficznym typem karabinu wyborowego używanego współcześnie jest wielkokalibrowy karabin wyborowy służący głównie do niszczenia sprzętu technicznego przeciwnika (jednak sporadycznie wykorzystywany również do rażenia celów żywych).

#### Zastosowanie cywilne

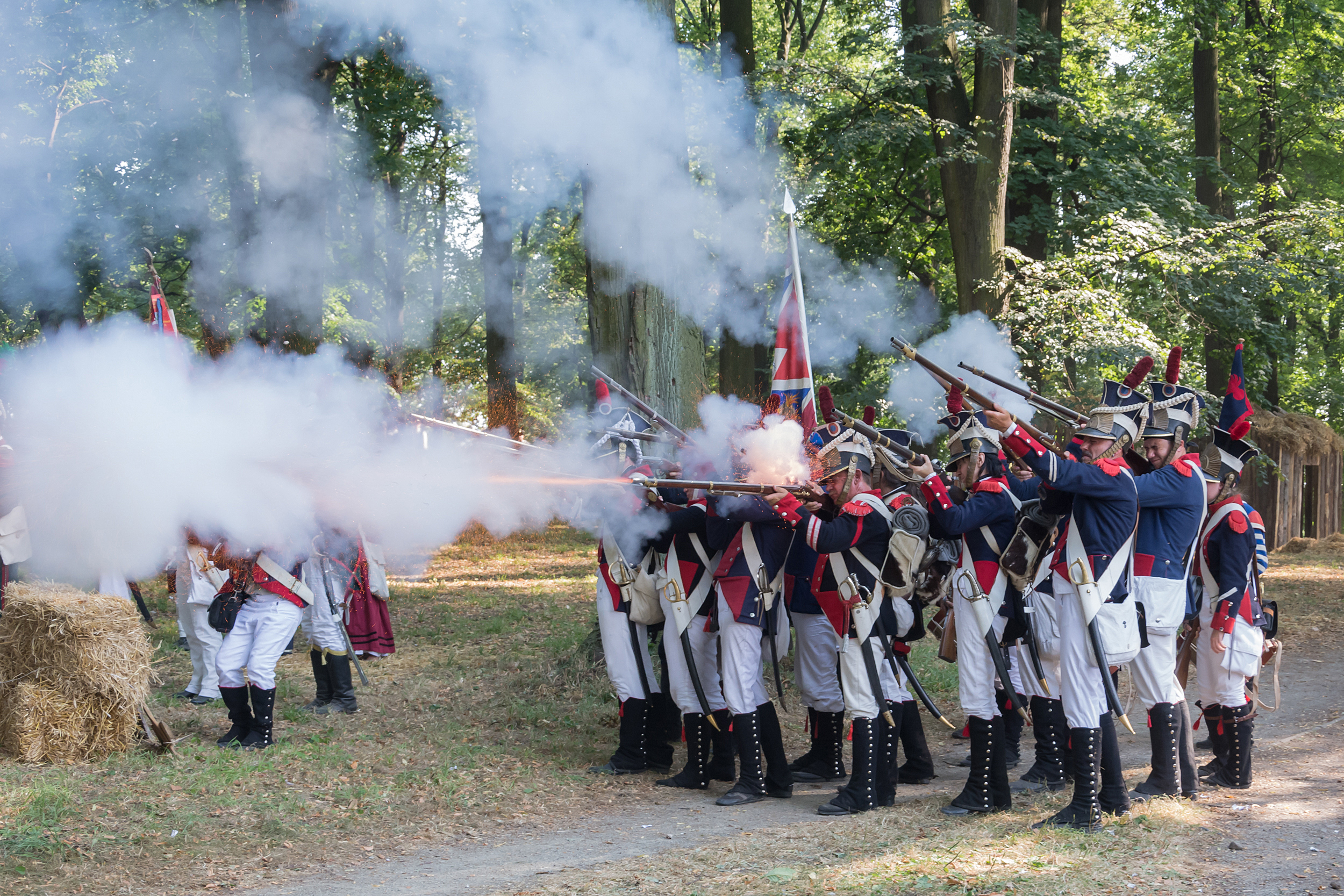
Rekonstruktorzy wykorzystujący karabiny skałkowe w inscenizacji

W ujęciu cywilnym największą popularnością cieszą się karabiny powtarzalne i samopowtarzalne (wykorzystywane zarówno w sporcie jak i myślistwie). Natomiast dostęp do karabinów automatycznych jest w większości państw znacząco ograniczony. Współcześnie dużym zainteresowaniem cieszą się także archaiczne karabiny odprzodowe, których repliki są masowo produkowane na potrzeby rekreacji, sportu i rekonstrukcji historycznej. Jednocześnie dostęp do nich jest zazwyczaj znacznie ułatwiony. Przykładowo w Polsce na broń odprzodową rozdzielnego ładowania wytworzoną przed 1885 r. (bądź jej replikę) nie jest wymagane pozwolenie na broń, a wystarczy ukończony 18 rok życia.